# Singapore
Singapore (AFI: /sinɡaˈpore/), ufficialmente Repubblica di Singapore (in inglese Republic of Singapore; in tamil சிங்கப்பூர் குடியரசு, Ciŋkappūr Kudiyarasu; in cinese standard 新加坡共和国, Xīnjiāpō Gònghéguó; in malese Republik Singapura), è una città-Stato del sud-est asiatico, situata sull'estrema punta meridionale della penisola malese, a 152 km a nord dell'equatore. È uno stato insulare, in quanto si sviluppa su un arcipelago formato da 58 isole, la più grande e principale delle quali è l'isola di Singapore che ospita la metropoli. A nord Singapore è separata dalla Malaysia dallo stretto di Johor, a sud è separata dalle indonesiane isole Riau dallo stretto di Singapore.
È il quarto principale centro finanziario del mondo ed è una delle principali città cosmopolite del globo, con un importante ruolo nel commercio internazionale e nella finanza. Il suo porto è tra i primi cinque per attività e traffico su scala mondiale.
Singapore ha una lunga storia di immigrazione. La popolazione è variegata; gli oltre cinque milioni di abitanti sono composti prevalentemente da cinesi, malesi, indiani e altri discendenti di asiatici ed europei. Il 42% della popolazione è straniero, qui presente per lavoro o studio. I lavoratori stranieri costituiscono il 50% del settore dei servizi.
Singapore è il secondo Paese più densamente popolato del mondo dopo il Principato di Monaco. Nel 2009 ha raggiunto la più alta concentrazione di milionari in rapporto alla popolazione, superando Hong Kong, Svizzera, Qatar e Kuwait.

## Etimologia
"Singapore" deriva dal nome in lingua malese "Singapura" (sanscrito: सिंहपुर "Città del leone"). La città ha anche l'appellativo di Lion City. Gli studi indicano che i leoni probabilmente non sono mai vissuti in questa regione e la bestia vista da Sang Nila Utama, fondatore di Singapore, era presumibilmente una tigre della Malesia.

## Storia

### Origini
Nel II secolo l'astronomo Claudio Tolomeo scriveva di un posto chiamato Sabana nell'estremo sud della penisola malese. Il primo vero scritto sull'isola è un resoconto cinese del III secolo, nel quale viene chiamata Pu Luo Chung, traslitterazione del malese Pulau Ujong, letteralmente "isola alla fine" (della penisola malese).

### Regno di Singapura
Secondo una leggenda narrata negli Annali malesi, il principe di Srivijaya, Sang Nila Utama, sbarcato nel 1299 dopo una terribile tempesta nell'isola di Temasek (letteralmente "città del mare"), si imbatté in un leone - fatto ritenuto di buon auspicio - e vi fondò il Regno di Singapura, che in sanscrito significa letteralmente "città del leone". Il periodo d'oro di Srivijaya finì nell'XI secolo quando con l'invasione di Sumatra e della penisola malese da parte delle truppe della dinastia tamil dei Chola iniziò il declino del regno. Dopo la scomparsa di Srivijaya nel XIV secolo si affermò nella regione il Regno giavanese di Majapahit. Nel 1320 una missione commerciale dell'Impero mongolo giunse in un sito chiamato Long Ya Men ("stretto del dente di drago"), che si ipotizza corrispondesse all'odierno porto di Keppel, estremità meridionale di Singapura. Il viaggiatore cinese Wang Dayuan visitò l'isola verso il 1330 e ne descrisse il villaggio di Dan Ma Xi (淡马锡, dal malese Tamasik), abitato da malesi e cinesi. Il poema epico giavanese Nagarakretagama del 1365 narra di un insediamento nell'isola chiamato Temasek. Scavi archeologici hanno evidenziato che nel XIV secolo Singapura era un porto importante.

### Domini giavanesi, siamesi e di Malacca
Nella seconda metà del XIV secolo si accese una lotta tra Majapahit e il Regno di Sukhothai, il primo Stato dei thai, per il controllo della penisola malese, e i due regni si alternarono nel controllo di Singapura. L'ultimo sovrano di Singapore fu Parameswara, che dopo una lunga lotta fu sconfitto dalle truppe di Majapahit e costretto a rifugiarsi a Malacca, dove si convertì all'islam e fondò l'omonimo sultanato.
Il regno giavanese ebbe fine nella seconda metà del XV secolo sotto la pressione islamica, cinese e siamese. Il periodo coincise con la diffusione dell'islam nel Sud-est asiatico, e Singapura divenne un importante porto commerciale del Sultanato di Malacca, affermatosi nella parte meridionale della penisola malese. Con la resa di Malacca ai portoghesi nel 1511, il sultano si rifugiò a Johor, dove fondò il locale sultanato che prese il controllo di Singapura mediante un governatore.

### Fine di Singapura e colonialismo europeo
Nel 1613 i portoghesi incendiarono l'avamposto commerciale di Singapura e nei successivi due secoli l'isola fu abbandonata, complice il progressivo declino di Johor. Nel 1641 gli olandesi conquistarono Malacca espellendo i portoghesi, presero il controllo delle isole della Sonda e diventarono la maggiore potenza dell'arcipelago malese, arricchendosi con il commercio delle spezie. Nel 1722 il sultanato di Johor cadde in mano a una dinastia di Celebes, l'odierna isola indonesiana di Sulawesi; negli anni che seguirono, Johor estese la sua influenza nella zona di Riau, a Sumatra, e si arricchì sviluppando l'agricoltura. L'isola di Singapura fu utilizzata all'inizio del XIX secolo per la coltura di Uncaria gambir, pianta impiegata per la concia delle pelli e come medicina naturale. Fu questo il motivo per cui fu ripopolata, trasferendo manodopera da Riau e da altri insediamenti di minoranze etniche.

### Fondazione di Singapore da parte dei britannici

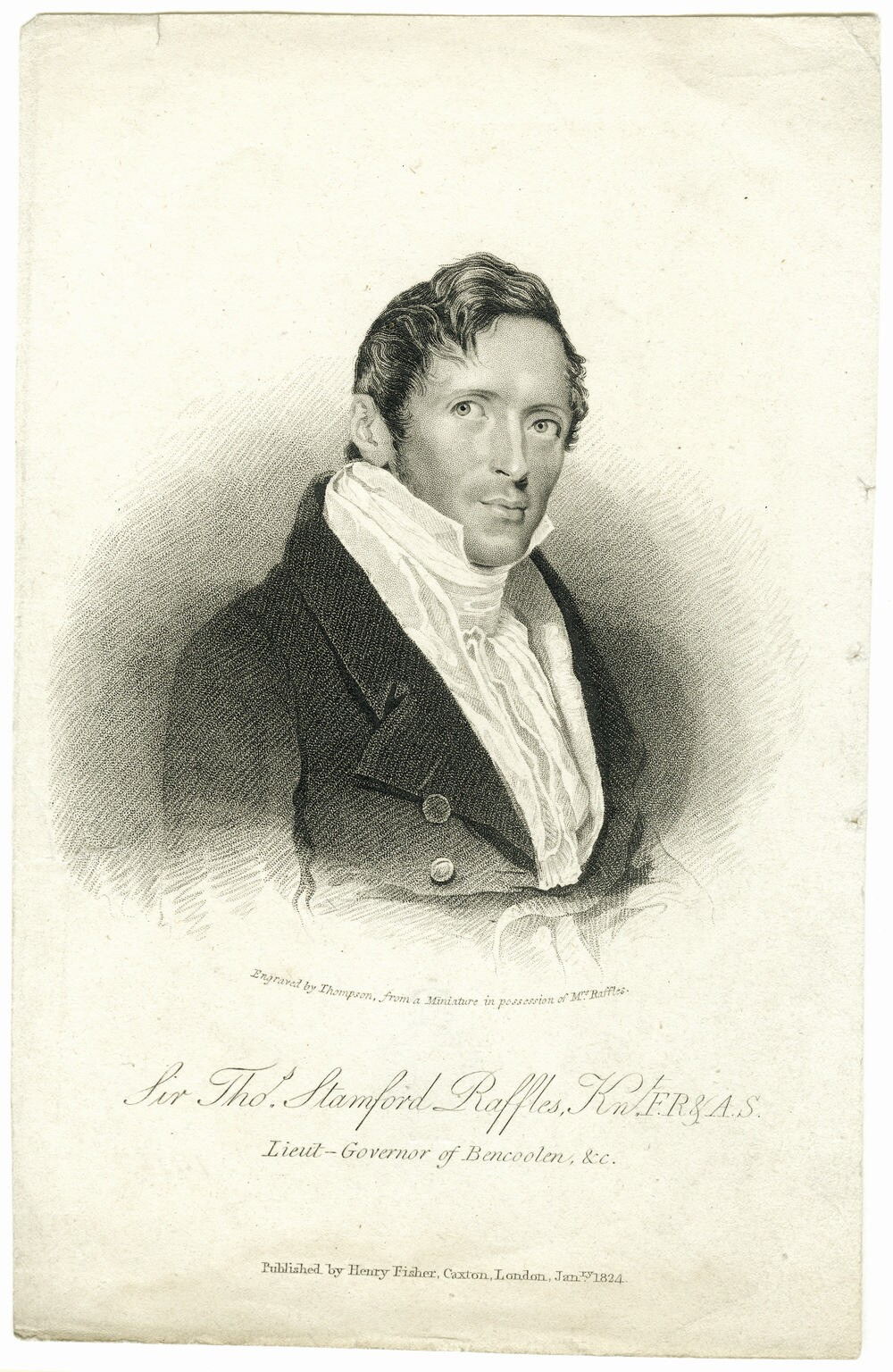
Thomas Stamford Raffles, fondatore della moderna Singapore.

Nel 1795, con la sottomissione della Repubblica olandese da parte dei francesi, lo statolder Guglielmo V di Orange-Nassau si rifugiò nel Regno Unito e affidò ai britannici il controllo dei territori d'oltremare, per non farli cadere in mano francese. Con la caduta di Napoleone, nel 1814 i britannici restituirono i territori agli olandesi, ma vent'anni di gestione dei traffici marittimi con la Cina li avevano abituati a enormi profitti. Il governatore britannico Thomas Stamford Raffles di Bencoolen, che corrisponde all'odierna provincia di Bengkulu nella Sumatra del sud-ovest, convinse il governatore generale dell'India Francis Rawdon-Hastings a espandere i territori britannici nella penisola malese. Thomas Stamford Raffles arrivò a Singapore il 28 gennaio 1819, giorno considerato pertanto la data della fondazione di Singapore. Giunto nella quasi deserta Singapura, firmò un trattato con il sultano di Johor e Riau che diede alla Compagnia Inglese delle Indie Orientali il diritto di istituire nell'isola un avamposto commerciale dietro il pagamento di un corrispettivo annuo. Importante fu il ruolo di William Farquhar, primo abitante della colonia, che strinse forti rapporti commerciali con il Brunei grazie alla disponibilità del sultano Mohammad Kanzul Alam.
Il nuovo insediamento attrasse investitori e manodopera di malesi, thai, indonesiani, arabi, indiani, cinesi ed europei. Nel giro di tre mesi la popolazione della nuova Singapore crebbe fino ad arrivare a 5.000 abitanti, trasformandola nel maggior insediamento britannico in Oriente. Lo stesso sultano trasferì qui la propria reggia. Negli anni successivi furono messi in atto piani di sviluppo per Singapore, che divenne in breve una grande città. Il trattato anglo-olandese del 1824 accordò ai britannici il controllo dei territori di Malacca e Singapore; in cambio gli olandesi ottennero l'evacuazione britannica da Sumatra, Giava e isole adiacenti, riprendendone definitivamente il controllo. Nel 1826 Singapore, Malacca e Penang costituirono gli Stabilimenti dello Stretto di proprietà del sultano di Johor. La colonia così formatasi veniva amministrata dalla Compagnia Inglese delle Indie Orientali. Successivamente i mercanti del luogo fecero pressione presso le istituzioni britanniche perché riformassero la legislazione in modo da garantirli contro la pirateria e gli altri crimini. Singapore fu dichiarata "colonia della corona" nel 1867 e vi si instaurò saldamente il dominio della corona britannica. Attirati dalle esenzioni doganali, gli immigranti si riversarono a migliaia e Singapore divenne una fiorente colonia e una base navale militare che nel 1869 contava circa 10 000 abitanti.
Nel 1880 la popolazione cittadina superò le 80.000 persone, di cui almeno la metà era di origine cinese. A partire dal 1870 arrivarono molti immigrati per lavorare nelle piantagioni di gomma e Singapore diventò uno dei massimi esportatori di questo prodotto.
Al termine della prima guerra mondiale gli inglesi realizzarono la grande base navale di Singapore, ulteriormente rafforzata nel 1934, quando una conferenza di ammiragli dei Paesi del Commonwealth dell'area indo-pacifica deliberò interventi per oltre 10 milioni di sterline, con l'obiettivo di creare una "Gibilterra asiatica" contro l'espansionismo nipponico.

### La seconda guerra mondiale e l'occupazione giapponese

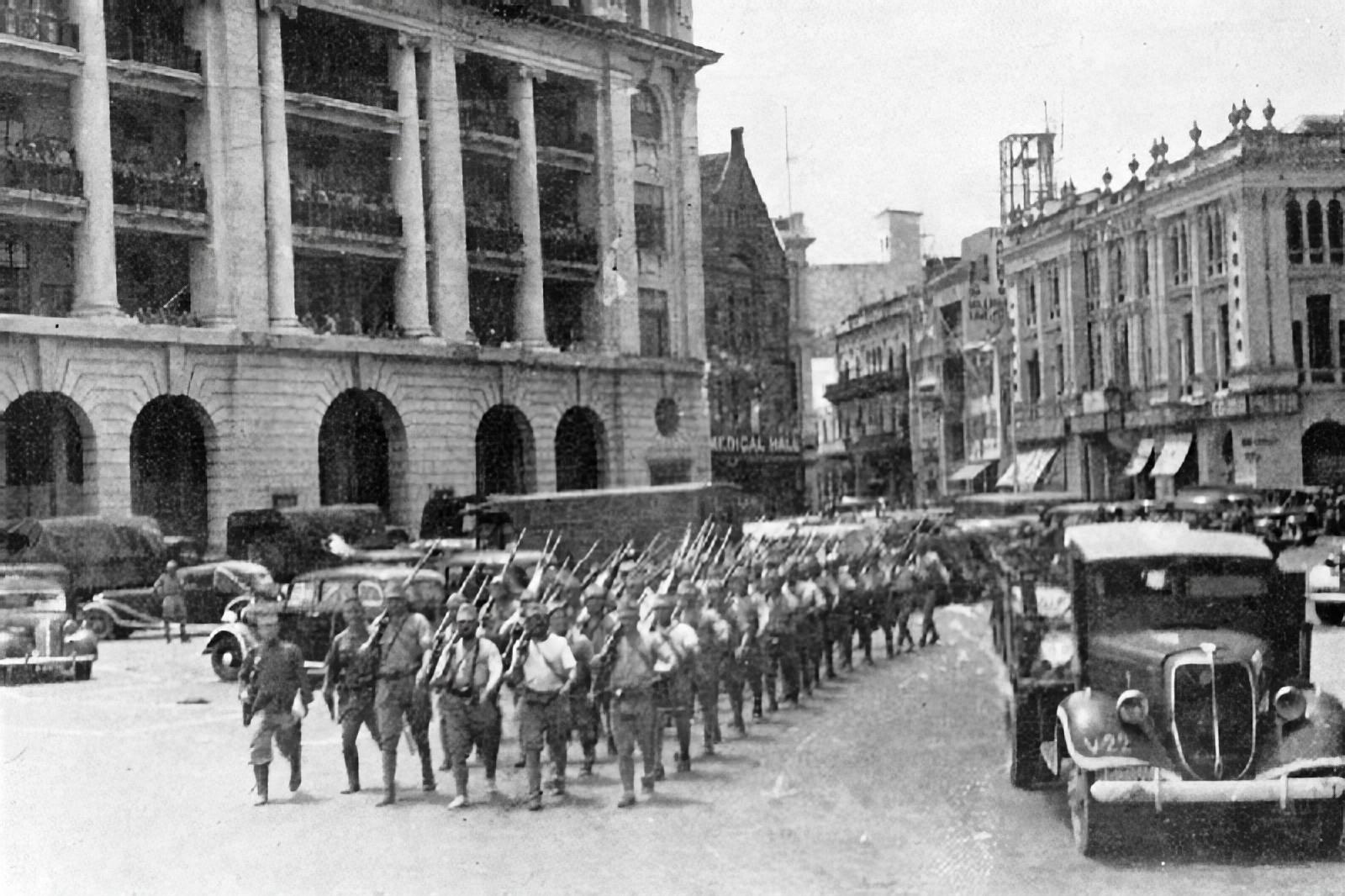
Soldati giapponesi entrano a Singapore.

Nel febbraio 1942 l'isola cadde in mano all'esercito imperiale giapponese, in seguito a un'invasione operata da terra (allorché la difesa di Singapore era orientata esclusivamente verso il mare), operazione che culminò nella battaglia di Singapore. Dopo sei giorni di combattimenti, le truppe inglesi furono sconfitte; la resa fu definita da Winston Churchill come "il peggior disastro e la più grande capitolazione della storia inglese".
Nello stesso periodo si calcola che nel massacro di Sook Ching furono uccisi tra 5 000 e 25 000 cinesi, con l'unica colpa di essere "elementi anti-giapponesi" e contrari all'occupazione. Gli storici locali considerano tale epoca come «gli anni più bui della storia di Singapore».
I giapponesi rinominarono l'isola Shōnantō (昭南島?), dal giapponese "Shōwa no jidai ni eta minami no shima" ("昭和の時代に得た南の島"?) che significa "l'isola del sud acquisita nel periodo Shōwa".
Da novembre 1944 a maggio 1945 gli Alleati condussero un bombardamento intensivo di Singapore, ma gli inglesi non riottennero il territorio che nel settembre 1945, a seguito della resa del Giappone.

### Il dopoguerra

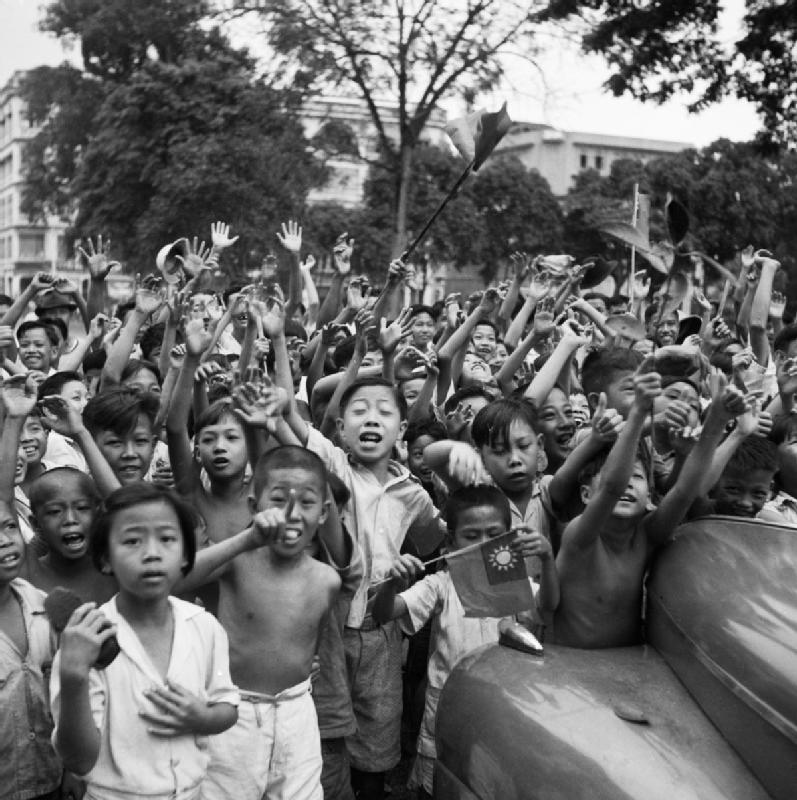
Bambini festanti per il ritorno dei britannici al termine dell'occupazione giapponese.

Negli anni cinquanta il nascente nazionalismo portò nella colonia alla formazione di vari partiti politici e le prime elezioni si tennero nel 1955, vinte dal candidato filo-indipendentista David Marshall, leader del Labour Front, che divenne Primo ministro.
La sua richiesta di piena autonomia fu però respinta dal governo inglese, il che lo portò alle dimissioni; lo sostituì Lim Yew Hock, la cui politica fu più gradita agli inglesi, che consentirono una gestione autonoma degli affari interni, trattenendo sotto il controllo della corona la politica estera e la difesa.
Nelle elezioni del 30 maggio 1959 il Partito d'Azione Popolare ottenne una schiacciante vittoria e il suo leader Lee Kuan Yew (laureatosi a Cambridge) fu nominato Primo ministro, carica che ricoprì per 31 anni. Il governatore della città, l'inglese William Goode, mantenne la carica fino al 3 dicembre 1959, quando fu sostituito da Yusof bin Ishak, futuro Presidente di Singapore.
Nel corso del 1950 il Partito Comunista cinese, grazie ai forti legami con i sindacati e le scuole, promosse una rivolta armata contro il governo, che sfociò in diversi episodi di violenza e lotta armata.

### Fusione con la Malesia e successiva espulsione
A seguito del referendum del 1962, il 31 agosto 1963 il neo costituito Stato di Singapore si unì alla Federazione della Malesia, al Sarawak e al Borneo settentrionale ai sensi dell'accordo Malese, formando la Malaysia. I leader di Singapore scelsero questa strada principalmente a causa delle preoccupazioni per quanto riguardava il loro territorio, caratterizzato da una scarsità di terra, di acqua e da limitati mercati e risorse naturali. Alcuni politici erano anche preoccupati circa la possibilità che il paese andasse incontro a un regime comunista.
Tuttavia, il governo dello stato di Singapore e il governo centrale malese si dimostrarono in disaccordo su molte questioni politiche ed economiche; ciò portò a un malcontento che culminò nelle rivolte razziali del 1964. Il 9 agosto 1965 il Parlamento malese approvò con 126 voti favorevoli e nessuno contrario l'espulsione di Singapore dalla Malaysia; la votazione fu tenuta in assenza dei delegati di Singapore.

### Repubblica indipendente

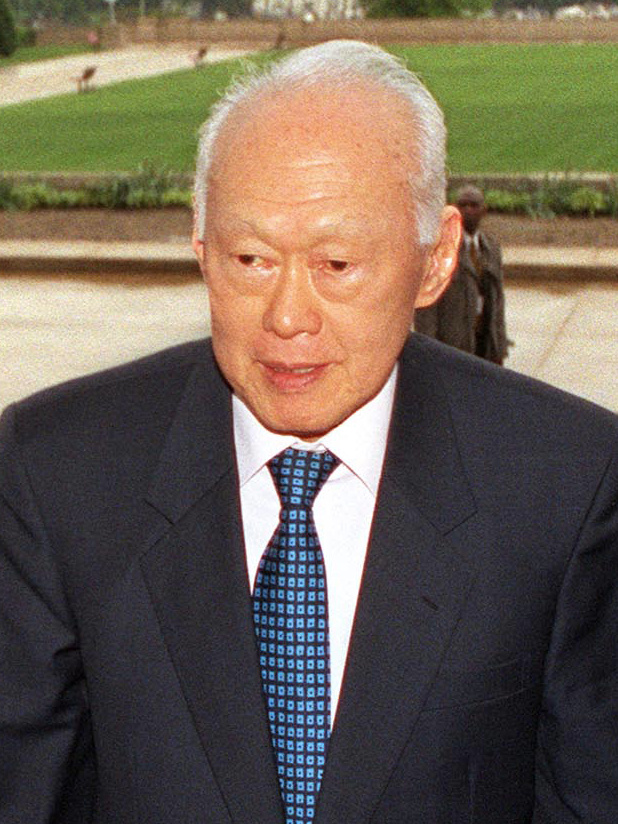
Lee Kuan Yew.

Singapore divenne così indipendente come Repubblica di Singapore (rimanendo all'interno del Commonwealth) il 9 agosto 1965. Nel 1967 il paese fu cofondatore dell'ASEAN, l'Associazione delle Nazioni del Sudest asiatico; nel 1970 entrò a far parte del Movimento dei paesi non allineati e Lee Kuan Yew divenne Primo Ministro. La sua enfasi sulla rapida crescita economica, il sostegno all'imprenditorialità, le limitazioni della democrazia interna e gli stretti rapporti con la Cina furono gli indirizzi politici del nuovo corso.
Nel 1990 Goh Chok Tong ottenne la carica di Primo Ministro, mentre Lee continuò a occupare quella di ministro, essendo stato nominato ministro senior fino al 2004 e poi ministro mentore fino a maggio del 2011. Durante il suo mandato il Paese ha affrontato la crisi finanziaria asiatica del 1997, l'epidemia di SARS del 2003 e le minacce terroristiche di Jemaah Islamiyah. Nel 2004 Lee Hsien Loong, il figlio maggiore di Lee Kuan Yew, è diventato il terzo primo ministro del paese.

## Geografia

### Morfologia
Singapore è uno Stato insulare costituito da 63 isole. L'isola principale è nota come isola di Singapore, ma è ufficialmente chiamata Pulau Ujong (lingua malese: traducibile come isola all'estremità, cioè della penisola malese). Situato a sud della penisola di Malacca, ci sono due collegamenti artificiali con Johor in Malaysia: il Johor-Singapore Causeway a nord e il cosiddetto Malaysia-Singapore Second Link a ovest. Le isole di Jurong, Pulau Tekong, Pulau Ubin e Sentosa sono le più grandi fra le isole minori dell'arcipelago. Il punto naturale più elevato è la collina di Bukit Timah, posta a 166 metri sul livello del mare.
Anche a causa delle sue ridotte dimensioni e dell'ingente numero di abitanti, Singapore ha in corso lavori di bonifica attraverso il prelievo di terra dalle proprie colline, dai fondali marini e dai paesi limitrofi per aumentare lo spazio disponibile già densamente popolato. Come risultato, la superficie di Singapore è cresciuta dai 581,5 km² del 1960 ai 712 km² del 2010. La stima è che la superficie del Paese possa crescere di altri 100 km² entro il 2030. I progetti hanno coinvolto talvolta alcune delle isole minori, che sono state unite insieme attraverso l'opera di bonifica del territorio, dando vita a isole più grandi e più funzionali, come nel caso dell'isola di Jurong.
In passato l'area urbana era concentrata nella parte meridionale in corrispondenza della foce del fiume Singapore, dove attualmente si trova il centro della città (l'area chiamata Downtown Core), mentre la parte rimanente del territorio era coperta da foresta tropicale. A partire dagli anni '60, il governo ha edificato diverse aree residenziali nelle zone periferiche, che nel tempo si sono espanse, dando luogo a un'unica area urbana.
L'ente che si occupa della pianificazione urbana è chiamato Urban Redevelopment Authority.

### Idrografia
Singapore presenta molti corsi d'acqua e laghi. I due principali laghi si trovano al centro dell'isola, dove si estende uno dei più grandi parchi del mondo. Il corso d'acqua principale è il fiume Singapore, che attraversa il centro della città e sfocia nell'oceano Indiano. Gli altri corsi d'acqua sfociano o nell'Oceano Indiano, come il fiume Singapore, o nel canale che separa la Repubblica di Singapore dalla Malaysia.

### Clima
Il clima di Singapore nella classificazione dei climi di Köppen è equatoriale poiché senza la presenza di stagioni distinte (piogge-secca), con un'uniformità di temperatura e pressione, elevata umidità e precipitazioni abbondanti (la linea equatoriale difatti è prossima, solo 152 chilometri). Le temperature minime e massime medie annuali contemplano una forbice dai 22-23° ai 33-34 °C. In media l'umidità relativa ha come estremi: 95%, in tarda notte e al primo mattino e 60% nel pomeriggio. Nei periodi maggiormente piovosi, l'umidità può attestarsi per tutto il giorno prossima al 90% o superare di poco anche questo dato. Le temperature minime e massime ufficialmente accertate registrate storicamente sono state rispettivamente 19,4 °C e 36,7 °C.
Aprile e maggio sono i mesi più caldi, mentre novembre e dicembre costituiscono i più umidi con la stagione del monsone. Tra agosto e ottobre si forma spesso una cappa di fumo proveniente dalla combustione degli arbusti nella vicina Indonesia; talvolta la densità della foschia è tale da creare uno stato di allarme per la salute pubblica.
Data la vicinanza alla linea immaginaria equatoriale (poco più di 142 km a sud, dalla City della metropoli), i raggi solari hanno inclinazioni massime molto forti per tutto il corso dell'anno.
| Dati climatici di Singapore (Aeroporto di Singapore) | Mesi | Mesi | Mesi | Mesi | Mesi | Mesi | Mesi | Mesi | Mesi | Mesi | Mesi | Mesi | Stagioni | Stagioni | Stagioni | Stagioni | Anno  |
| Dati climatici di Singapore (Aeroporto di Singapore) | Gen  | Feb  | Mar  | Apr  | Mag  | Giu  | Lug  | Ago  | Set  | Ott  | Nov  | Dic  | Inv      | Pri      | Est      | Aut      | Anno  |
| ---------------------------------------------------- | ---- | ---- | ---- | ---- | ---- | ---- | ---- | ---- | ---- | ---- | ---- | ---- | -------- | -------- | -------- | -------- | ----- |
| T. max. media (°C)                                   | 29,9 | 31,0 | 31,4 | 31,7 | 31,6 | 31,2 | 30,8 | 30,8 | 30,7 | 31,1 | 30,5 | 29,6 | 30,2     | 31,6     | 30,9     | 30,8     | 30,9  |
| T. min. media (°C)                                   | 23,1 | 23,5 | 23,9 | 24,3 | 24,6 | 24,5 | 24,2 | 24,2 | 23,9 | 23,9 | 23,6 | 23,3 | 23,3     | 24,3     | 24,3     | 23,8     | 23,9  |
| Precipitazioni (mm)                                  | 198  | 154  | 171  | 141  | 158  | 140  | 145  | 143  | 177  | 167  | 252  | 304  | 656      | 470      | 428      | 596      | 2 150 |
| Giorni di pioggia                                    | 12   | 10   | 13   | 14   | 14   | 13   | 14   | 13   | 14   | 15   | 19   | 19   | 41       | 41       | 40       | 48       | 170   |

## Società

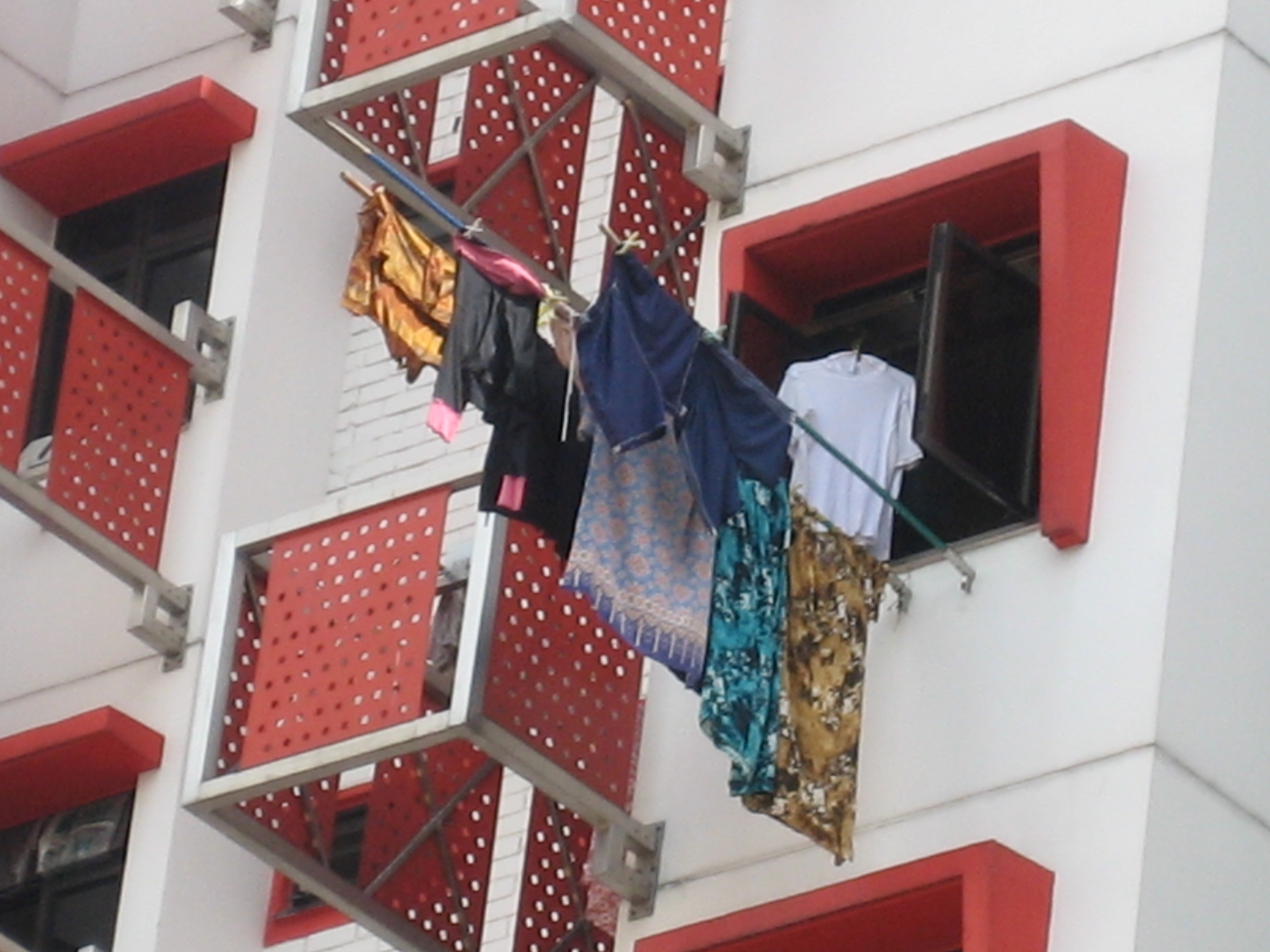
Il complesso abitativo Selegie House

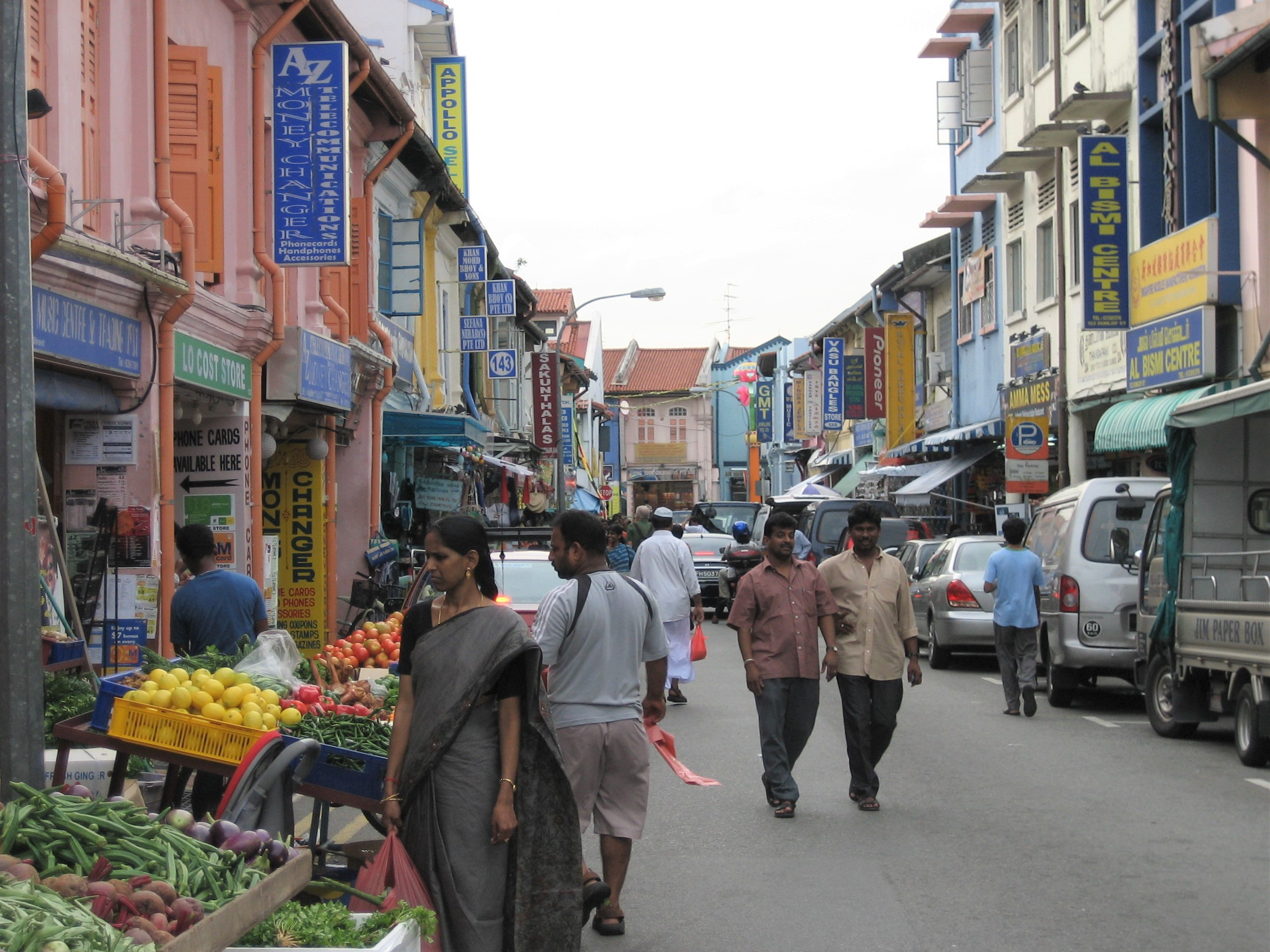
Dunlop Street a Little India

### Evoluzione demografica

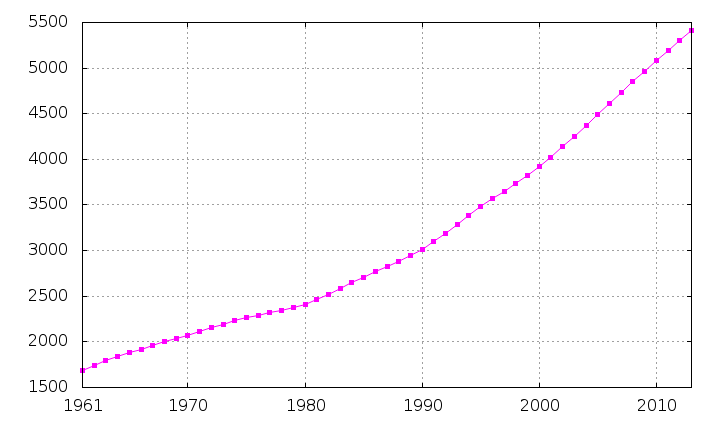
Evoluzione demografica di Singapore dal 1961 al 2010.

La popolazione di Singapore è costituita al 42% da stranieri, dato che fa del Paese il sesto per la più alta percentuale a livello globale, e gli stranieri costituiscono il 50% della forza lavoro nel settore dei servizi.
La maggior parte degli stranieri proviene da Cina, Malaysia, Filippine, America del Nord, Medio Oriente, Europa, Australia e India. Il Paese ha anche la seconda più alta densità di popolazione del mondo dopo il Principato di Monaco.
Secondo le statistiche del governo, la popolazione di Singapore nel 2012 era di 5,31 milioni di abitanti, di cui 4,23 milioni di cittadinanza singaporeana e residenti permanenti.

### Etnie e tensioni sociali e razziali

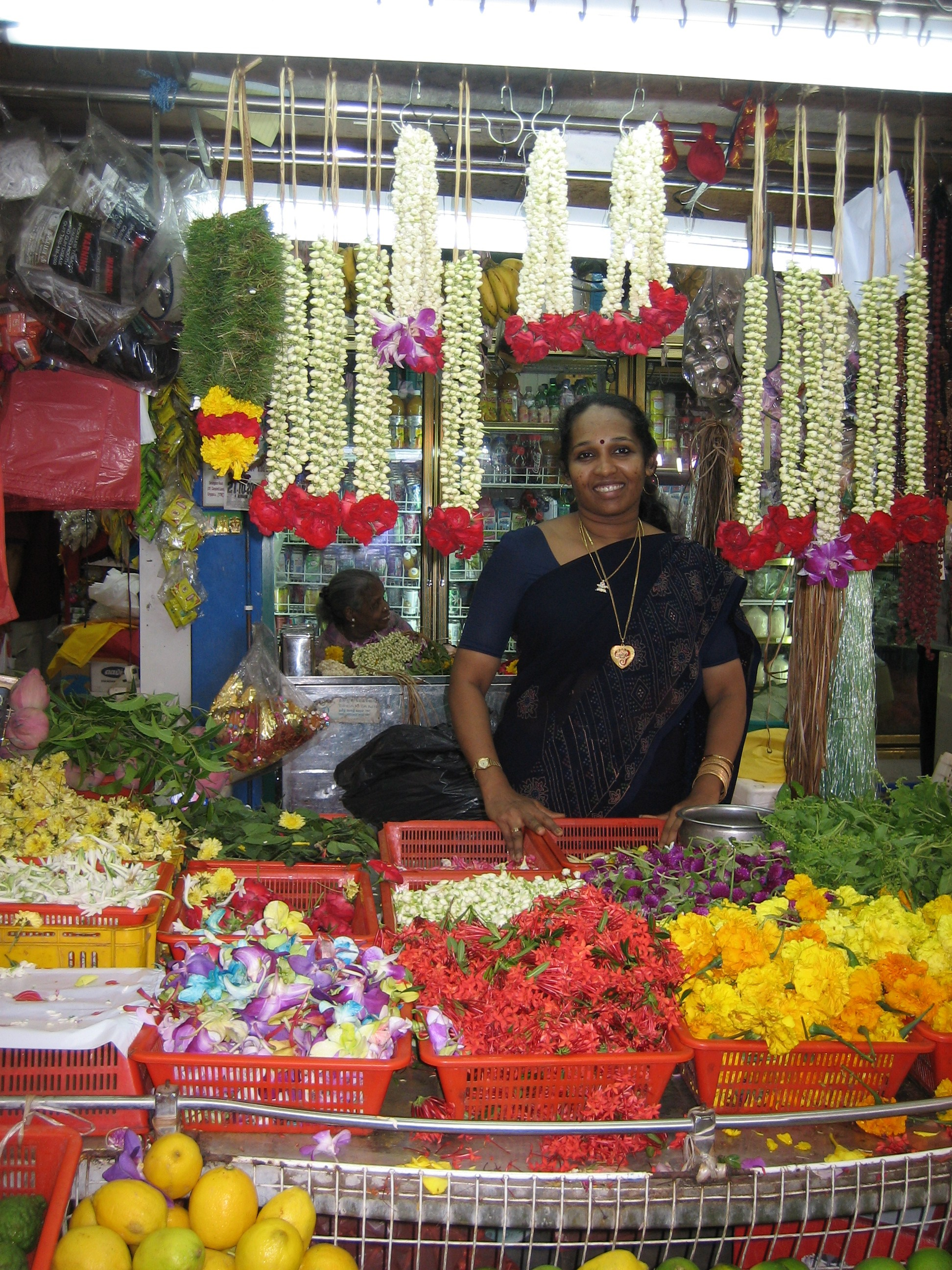
Il Deepavali Bazaar a Little India

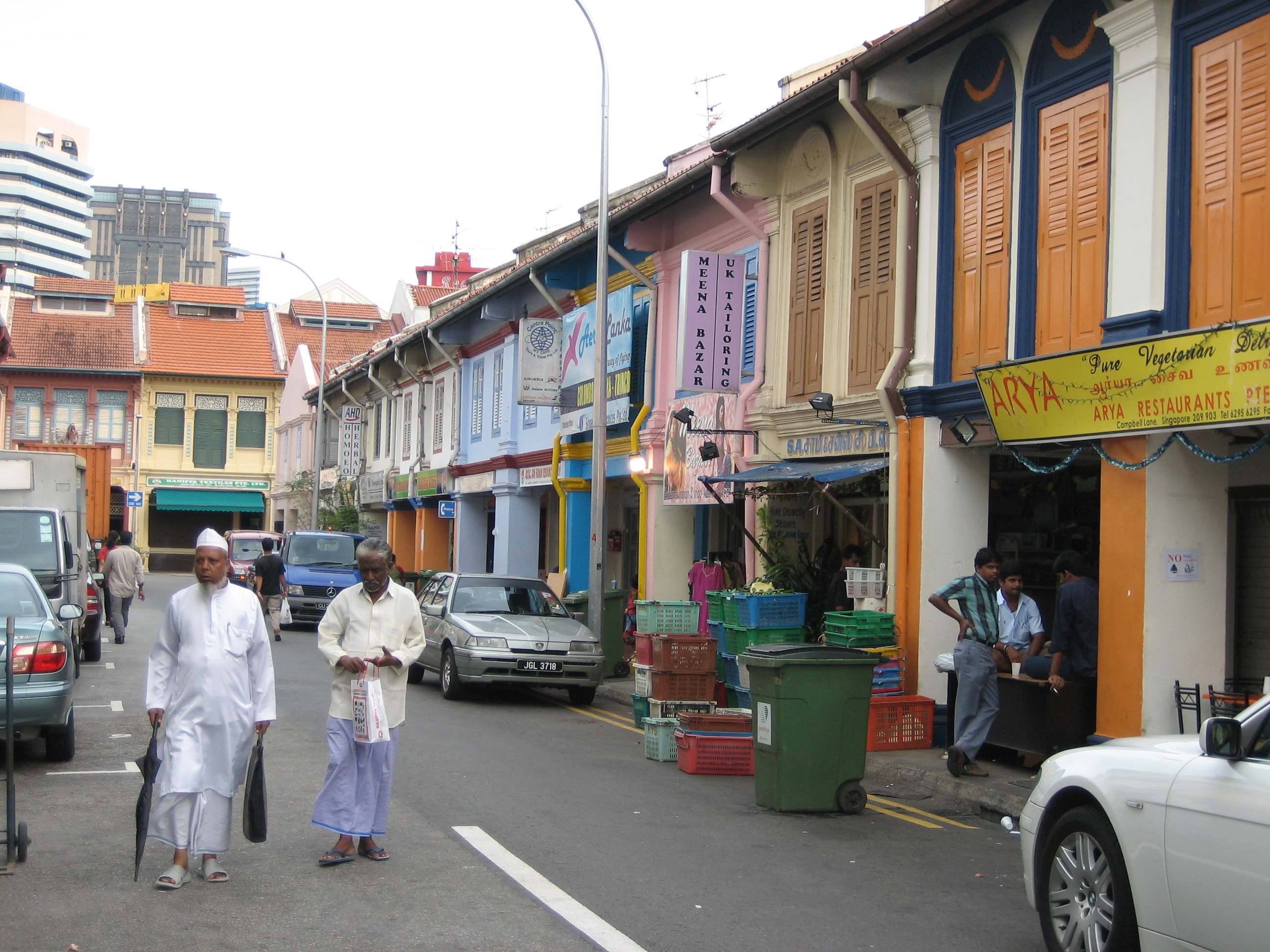
La commerciale Campbell Lane a Little India

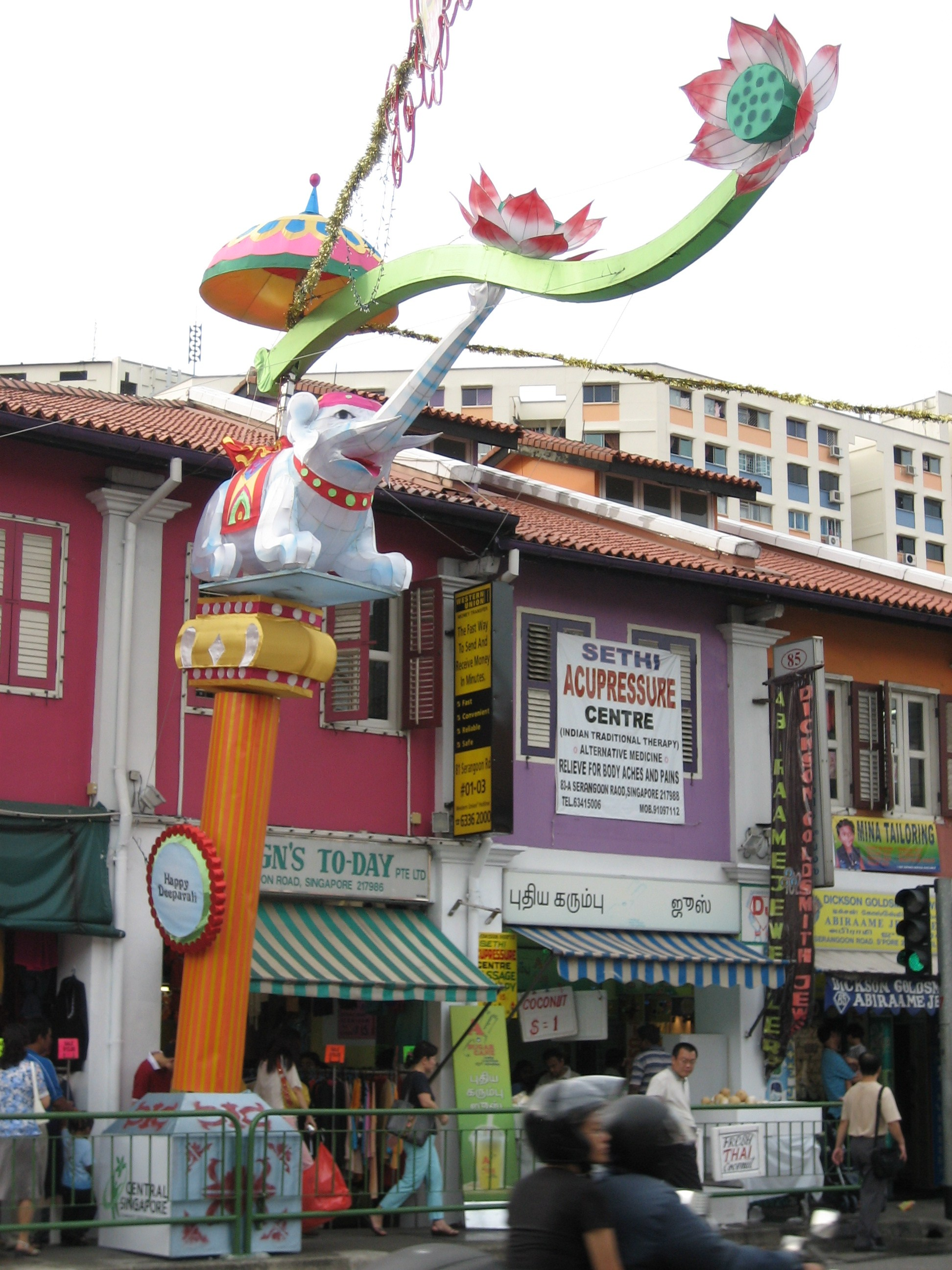
Decorazioni per la festa indiana di Deepavali a Little India

I dati diffusi dal Dipartimento della Statistica nel 2013 hanno evidenziato la seguente composizione etnica della popolazione:
- Cinesi 74,2%
- Malesi 13,3%
- Indiani 9,1%
- Altre etnie 3,3%

Il gruppo principale sono i cinesi, seguiti dai malesi, fra i quali sono compresi gruppi etnici provenienti da varie parti dell'arcipelago malese, come i giavanesi, i bugis, i baweans e i minangkabau. Il gruppo etnico degli indiani è in crescita e comprende tamil e tamil dello Sri Lanka, oltre ad altri gruppi etnici indiani come i malayali e i pangiabi. La popolazione eurasiatica comprende arabi, ebrei, thailandesi, filippini, giapponesi ed europei.

#### Gli scontri per Maria Hertogh del 1950

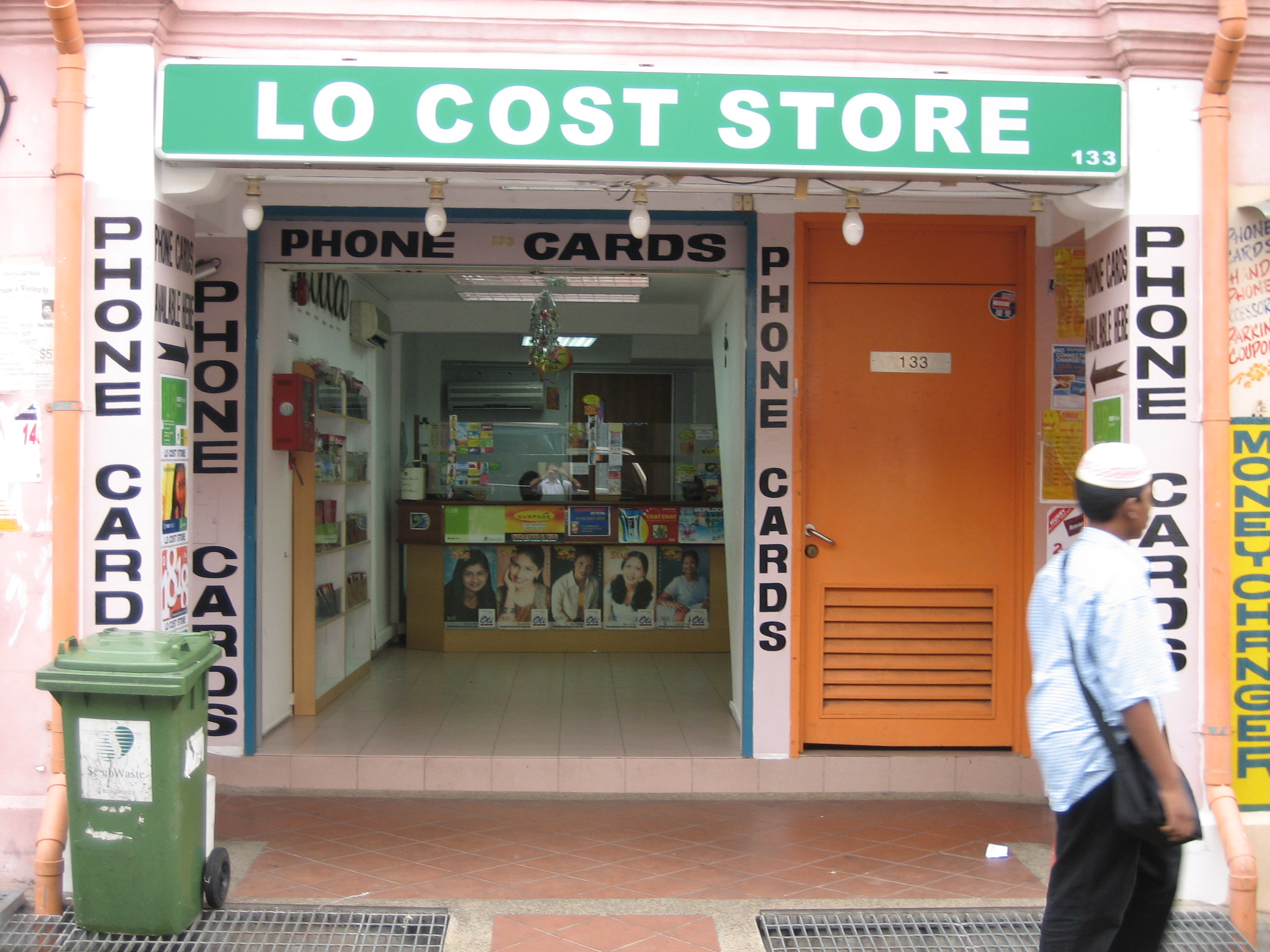
Lo Cost Store a Little India

Maria Hertogh era una bambina figlia di genitori cattolici misti olandesi-asiatici nata a Giava, Indonesia, che era stata data in adozione, dopo che il padre era stato arrestato durante l'occupazione di Giava da parte dei Giapponesi nel corso della seconda guerra mondiale, a una donna musulmana malese di nome Aminah, che le aveva dato il nome musulmano Nadra e che la educò alla maniera musulmana, facendola infibulare a 7 anni di età.
Nel 1947 Maria si era trasferita con la madre adottiva a Trengganu, in Malacca, e nel 1947 i genitori di Maria sostennero un'azione legale per riavere la custodia della figlia. L'azione legale intrapresa dagli Hertog, cattolici, contro la madre adottiva, musulmana, ebbe una grande eco nell'area di Singapore e soprattutto fece scalpore nei musulmani una fotografia "blasfema" che ritraeva la "musulmana" bambina inginocchiata davanti alla statua di Maria Vergine in una chiesa cattolica.
Le vivissime proteste da parte dei musulmani, capeggiati da un indiano, Karim Ghani, editore del quotidiano di Giava Dawn, sfociarono in una serie di articoli violentissimi contro i genitori cattolici della bambina e in una processione di protesta composta da 1500 bambine musulmane; quando il tribunale decise che Maria dovesse tornare dai genitori naturali, proteste violentissime esplosero a Singapore, dove l'11 dicembre 1950 e per tre giorni di seguito ci furono violentissimi attacchi di musulmani contro ogni individuo europeo che portarono alla morte di 18 persone e al ferimento di 173.

#### Gli scontri razziali del 1964

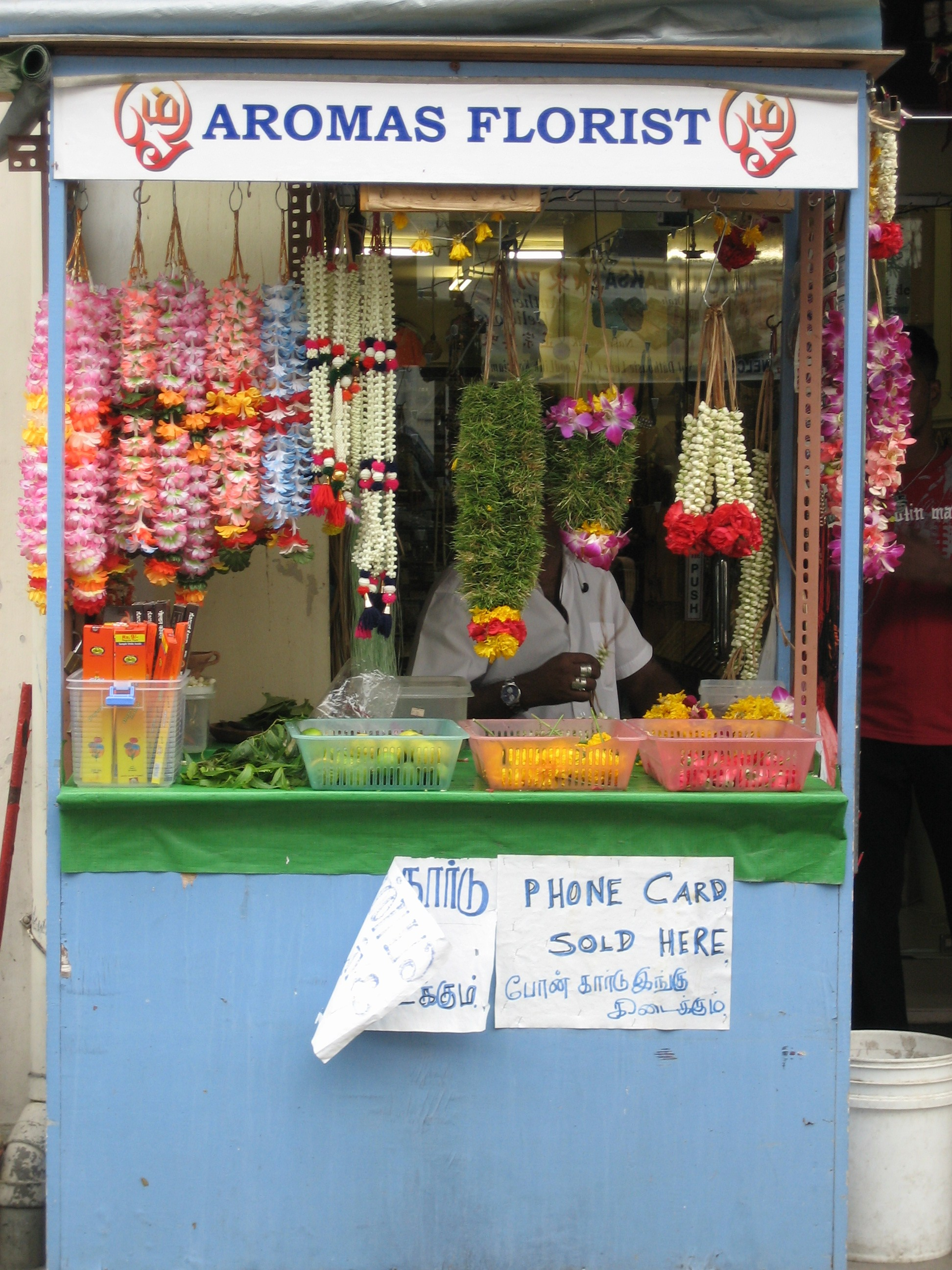
Venditore di Little India

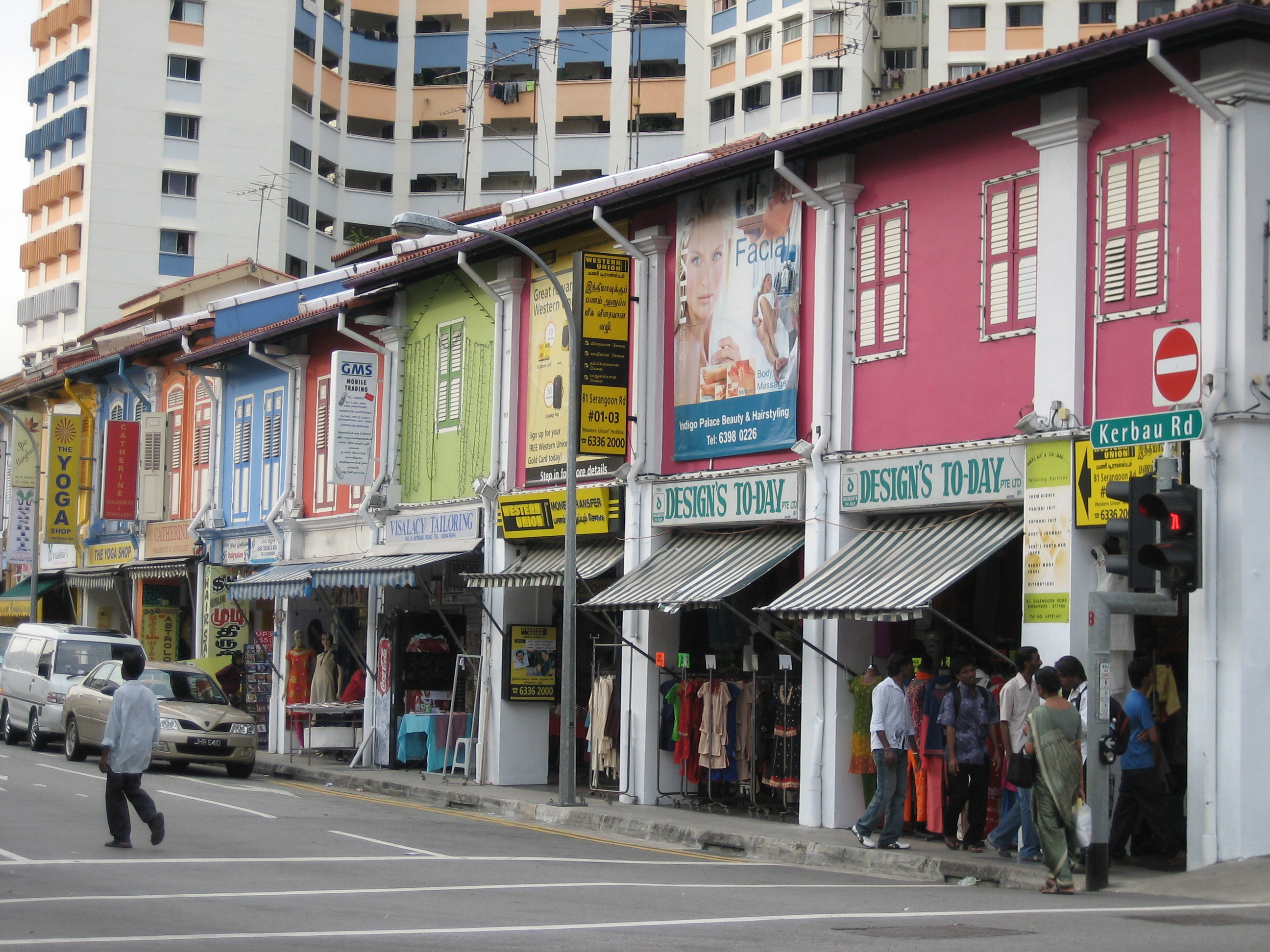
Kerbau Road nel quartiere di Little India

Quando nel 1963 Singapore si unì alla Federazione Malese nella neocostituita Malaysia, nella piccola minoranza malese residente nella città del leone vi era la speranza che anche Singapore, ormai federata alla Malaysia, avrebbe automaticamente esteso a essa i particolari diritti speciali già acquisiti dai cittadini malesi con la Costituzione della Federazione di Malesia del 1957, ma apparve chiaro fin dall'inizio che nessun governo, presente o futuro, avrebbe mai accettato di riconoscere anche a Singapore tali diritti validi nel resto della Malaysia e che quei diritti non erano stati negoziati al momento dell'unione dei due Stati.
Il 19 luglio 1964 più di mille rappresentanti non politici malesi, a nome di 101 organizzazioni, incontrarono Lee Kuan Yew, allora Primo Ministro di Singapore, ed Encik Othman Wok, Ministro per gli Affari Sociali, per discutere dei diritti speciali di cui anche i malesi singaporiani avrebbero goduto con l'ingresso nella Malaysia. Durante l'incontro il Primo Ministro si limitò ad assicurare che ogni sforzo sarebbe stato compiuto dal governo per aiutare i malesi ad accedere alle più alte posizioni lavorative in competizione con i residenti principalmente cinesi, ma che sicuramente il governo non avrebbe mai autorizzato nessun tipo di quota malese nel mercato del lavoro, non avrebbe rilasciato licenze speciali, né avrebbe assicurato diritti in favore dei malesi sulle terre da assegnare per usi agricoli. Il Primo Ministro sottolineò che ogni cittadino singaporiano avrebbe avuto uguali diritti e che questi diritti non sarebbero stati determinati da appartenenze di razza. Nello stesso giorno il quotidiano di Singapore, lo Straits Times, scrisse che il giorno seguente, il 22 luglio 1964, più di venticinquemila musulmani malesi si sarebbero riuniti nell'area del Padang (un grande spazio erboso centrale usualmente utilizzato per incontri di cricket) per commemorare l'anniversario della nascita di Maometto, in concomitanza con manifestazioni simili che si sarebbero tenute a Kuala Lumpur e in ogni parte della Malesia.
Il 20 luglio, in risposta a quanto asserito da Lee Kuan Yew nell'incontro del giorno prima con i rappresentanti malesi, il senatore Ahmad Haji Taff, leader del Comitato d'Azione Malese UMNO (United Malays National Organisation) che sosteneva di parlare in rappresentanza e a nome di tutti i malesi singaporiani, invitò il Primo Ministro Lee a combattere la minaccia della "società segreta" (cinese), invece che perdere tempo a tentare di dividere la comunità malese e che l'incontro del giorno prima aveva avuto il solo scopo di fare valere i propri diritti speciali e non di sfidare la comunità cinese, con cui i rapporti erano improntati all'insegna della massima armonia.
Il giorno dopo, durante la commemorazione di Maometto al Padang, scoppiarono i primi scontri fra i malesi intervenuti e i cinesi che assistevano alla manifestazione: i disordini continuarono per cinque giorni, lasciando sul terreno 22 morti; il 2 settembre, nuovamente, gli scontri si riaccesero per altri cinque giorni, provocando la morte di altre 16 persone. Il coprifuoco venne imposto per molte settimane in ambedue le occasioni e gli scontri del 1964 rimangono a oggi i più gravi disordini razziali del dopoguerra,
Per commemorare i morti del 1964 e per educare i cittadini singaporeani al concetto di armonia fra etnie diverse, nel 1998 il governo di Singapore introdusse il Racial Harmony Day Celebrations, una festa nazionale a supporto dell'armonia razziale che viene tenuta solennemente ogni 21 giugno nel piccolo stato asiatico, a prova dei continui sforzi dell'amministrazione di smussare ogni tensione provocata dalla convivenza in uno spazio così piccolo di etnie e culture così diverse.

#### La situazione attuale
Dopo il violento scoppio delle tensioni razziali del 1964 in cui si scontrarono cinesi e malesi, vi è sempre stata grande attenzione al mantenimento di un equilibrio fra etnie in ambito scolastico, residenziale e militare; tuttavia, nonostante la grande attenzione del governo singaporeano, la velocissima crescita della città ha nuovamente generato, specie negli ultimi anni, tensioni sociali e razziali: nel febbraio 2013 una grande quanto rara manifestazione ha visto migliaia di cittadini riunirsi allo Speakers' Corner presso lo Ho Ling Park, nelle immediate vicinanze del distretto finanziario della città, per protestare contro le future politiche relative all'immigrazione nel Paese.
Nel mese di gennaio, infatti, un libro bianco del governo aveva ipotizzato che, attraverso una pianificazione dei flussi migratori, metà della popolazione nel 2030 potrebbe essere composta da immigrati provenienti dalle aree dell'Asia centrale. La pubblicazione del libro bianco ha generato nei singaporeani, specie di etnia cinese, fortissime preoccupazioni sulle future politiche relative all'immigrazione, all'ordine pubblico e alle opportunità di lavoro nello Stato e ha obbligato conseguentemente le autorità a ridefinire il concetto di singaporeano.
A sostegno dell'impressione che le tensioni razziali siano in fermento, nel dicembre 2013 violenti scontri di piazza nel quartiere di Little India, fatto rarissimo in una città in cui il crimine è praticamente inesistente, hanno scosso la città: gli scontri hanno avuto luogo l'8 dicembre 2013 e hanno visto coinvolti circa 400 lavoratori immigrati di origine sud asiatica che, dopo che un loro concittadino era rimasto ucciso in un incidente stradale provocato da un singaporeano cinese, hanno dato il via a violenti scontri in cui alcuni mezzi della Polizia sono stati dati alle fiamme. Al termine degli scontri 27 sud-asiatici sono stati arrestati, rischiando pene fino a 10 anni di carcere e pene corporali accessorie.
L'episodio, duramente condannato dalle autorità e dai mezzi di informazione locale, si è inserito in una situazione sociale apparentemente sotto controllo, ma che negli ultimi tempi è parsa diventare sempre più delicata.

### Religione
| religione                                    | religione                                    |  | percentuale | percentuale |
| -------------------------------------------- | -------------------------------------------- |  | ----------- | ----------- |
| Buddismo                                     | Buddismo                                     |  | 33%         | 33%         |
| Cristianesimo                                | Cristianesimo                                |  | 18%         | 18%         |
| Nessuna religione (deisti, agnostici e atei) | Nessuna religione (deisti, agnostici e atei) |  | 17%         | 17%         |
| Islam                                        | Islam                                        |  | 15%         | 15%         |
| Taoismo                                      | Taoismo                                      |  | 11%         | 11%         |
| Induismo                                     | Induismo                                     |  | 5,1%        | 5,1%        |
| Altre                                        | Altre                                        |  | 0,9%        | 0,9%        |

Il buddismo è la religione dominante a Singapore, praticata dal 33% degli abitanti. Ci sono monasteri e centri Dharma di tutte e tre le maggiori tradizioni: Buddismo Theravada, Mahayana e Vajrayana. La maggior parte dei buddisti è di origine cinese e segue la tradizione Mahayana, con missionari che provengono da Taiwan e dalla Cina. Tuttavia il Buddismo Theravada thailandese è cresciuto di popolarità nell'ultimo decennio non solo tra i cinesi.
La versione giapponese Soka Gakkai è praticata per lo più da abitanti di origine cinese. Anche il buddismo tibetano sta lentamente facendosi strada negli ultimi anni.

### Lingue

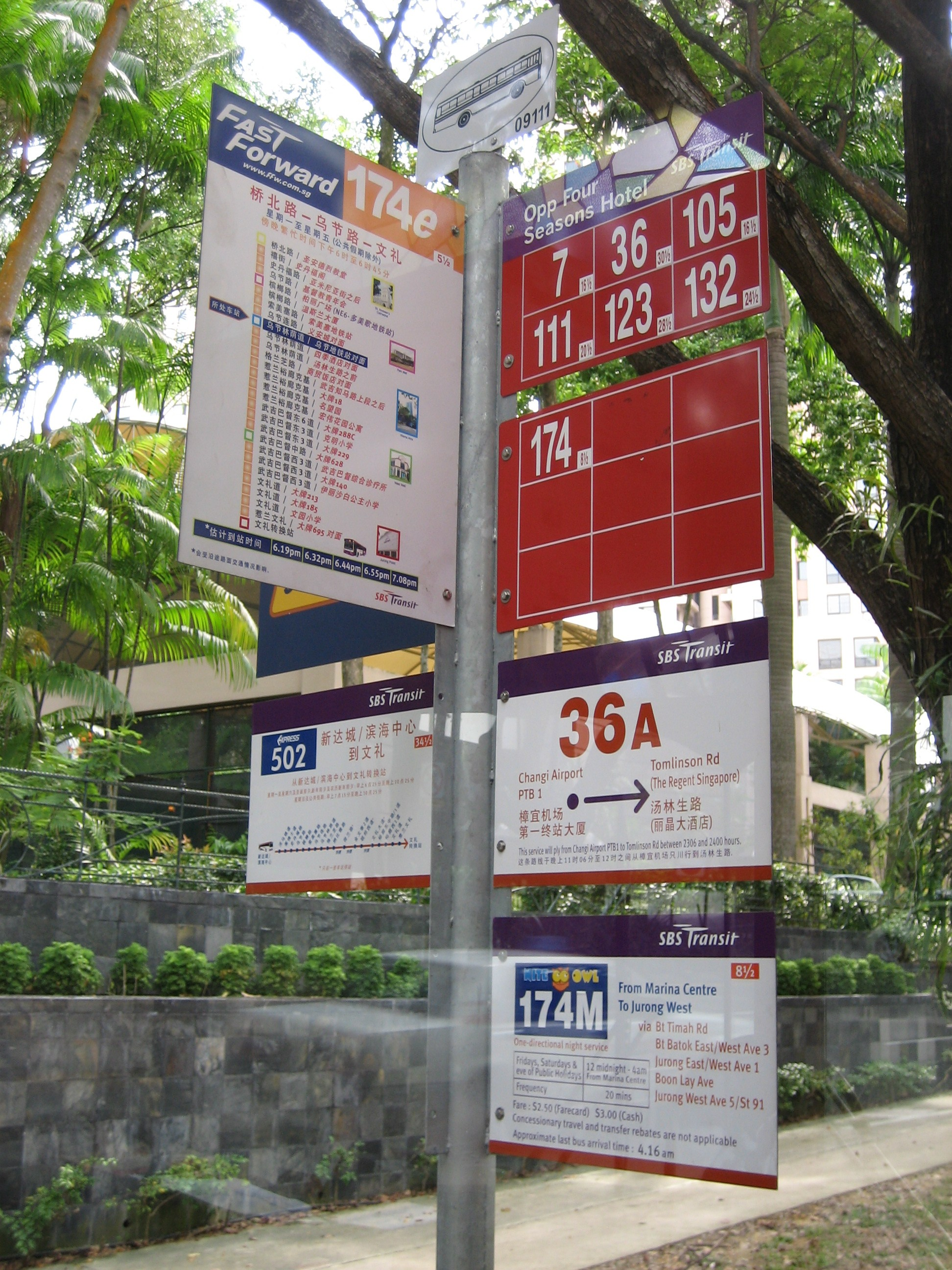
Fermata d'autobus a Singapore, con le scritte in inglese e in mandarino

Per ragioni storiche la lingua nazionale di Singapore è il malese, utilizzato anche per l'inno nazionale. Altre lingue ufficiali sono l'inglese, il cinese standard e il tamil. Dall'indipendenza l'inglese è la lingua ufficiale utilizzata dall'amministrazione pubblica ed è ampiamente diffuso anche fra la popolazione. I cartelli stradali e le pubblicazioni ufficiali sono scritti in lingua inglese, solitamente accompagnati dalla traduzione in una delle altre lingue ufficiali.
L'inglese usato è quello britannico con influenze statunitensi; la forma locale e dialettale dell'inglese è il cosiddetto singlish che ha molte caratteristiche in comune con le lingue creole, avendo incorporato termini e forme grammaticali dai dialetti cinesi, dal malay e dal tamil. Il singlish è parlato nella vita quotidiana, ma è inviso nelle occasioni ufficiali.

## Politica

### Ordinamento dello Stato

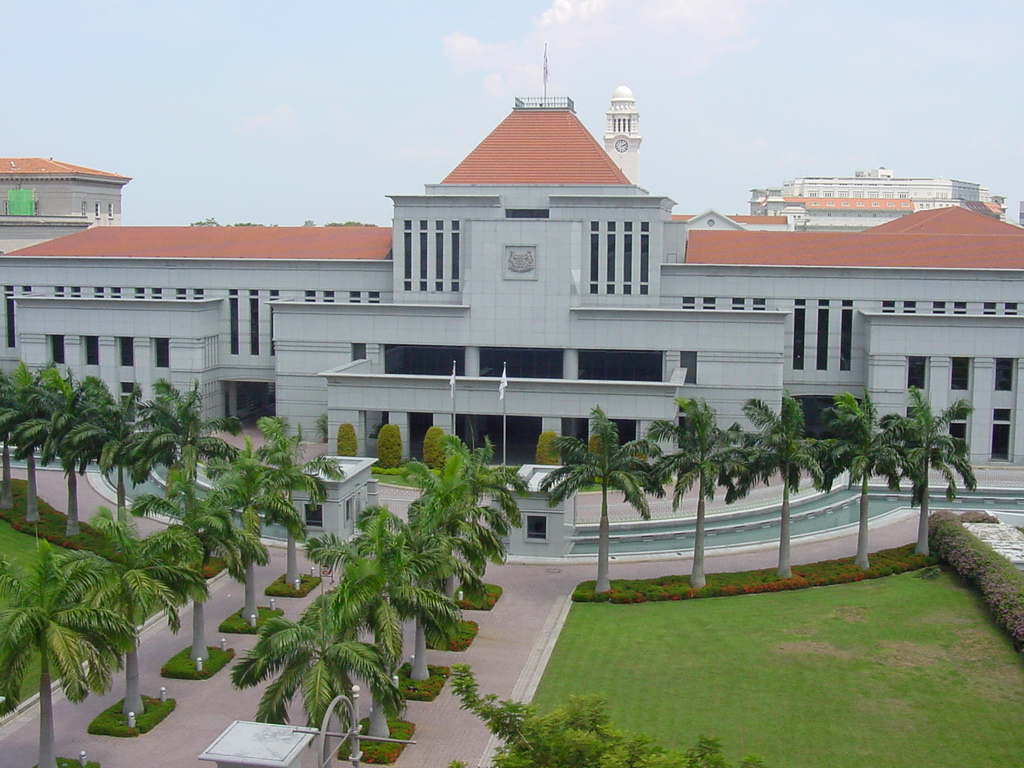
Parliament House, Singapore.

Dopo aver lasciato la Malaysia nel 1965, Singapore è diventata una repubblica parlamentare nell'ambito del Commonwealth delle nazioni governata secondo il sistema Westminster; il parlamento è unicamerale, espressione di collegi elettorali. La sua costituzione stabilisce la democrazia rappresentativa come sistema politico adottato.
In pratica, il Partito d'Azione Popolare (PAP) ha dominato la politica singaporiana fin dall'indipendenza. L'ala progressista del partito è stata eliminata nel 1963 durante "l'Operazione Coldstore". Nel 1988, una seconda epurazione, "l'Operazione Spectrum", ha preso di mira diverse figure di spicco (attivisti politici, sindacalisti, avvocati, studenti, intellettuali, ecc.) accusati di "cospirazione marxista". Il modo di governare è più vicino all'autoritarismo che alla democrazia multipartitica. Il Paese è gestito da un'oligarchia. Lee Kuan Yew disse nel 1966 che "la sopravvivenza di Singapore dipende da centocinquanta persone".
Il capo dello stato è il Presidente, che è eletto tramite suffragio popolare e gode di poteri di veto per alcune decisioni come l'uso delle riserve nazionali e la nomina dei giudici, ma per il resto ha una funzione solo rappresentativa.
Il potere esecutivo appartiene al Gabinetto, guidato dal Primo ministro, che detiene il primato di politico con il più alto compenso, circa 110 000 euro al mese.
Il Parlamento è l'organo legislativo. I membri del parlamento si dividono in eletti, non eletti e membri nominati. I candidati sono votati per il Parlamento in un collegio uninominale.
Il Partito d'Azione Popolare ha ottenuto una larghissima maggioranza in Parlamento in tutte le elezioni dal 1959. Comunque nelle ultime elezioni avvenute nel 2011, l'opposizione guidata dal Partito dei Lavoratori ha ottenuto 6 seggi.
La Costituzione di Singapore (Perlembagaan Republik Singapura) risale al 9 agosto 1965.
Il diritto di Singapore si rifà a quello inglese, sebbene con sostanziali differenze. La pena di morte è in vigore.
L'ONG Freedom House ha classificato Singapore come "parzialmente libero" nel suo report Freedom in the World e l'Economist considera Singapore un regime ibrido. Singapore è considerato uno dei paesi meno corrotti del mondo da Transparency International. In un sondaggio del 2008 dirigenti aziendali internazionali ritennero che Singapore, assieme a Hong Kong, avesse il miglior sistema legislativo dell'Asia.
A causa del suo sistema politico autoritario, a Singapore esiste un solo sindacato, il National Trades Union Congress, legato al regime. Nel 2023, il suo segretario generale era anche membro del Parlamento del Partito d'Azione Popolare. Il ruolo del sindacato, secondo le sue stesse parole, è "evitare l'escalation" e "portare la stabilità a cui il popolo aspira". Il diritto di sciopero è sancito dalla Costituzione, ma è impossibile da esercitare e i lavoratori che osano farlo vengono imprigionati.
La legge autorizza il governo a nominare direttamente i membri dei consigli di amministrazione e i caporedattori dei principali media. Il Protection Against Lies and Manipulation Act 2019 permette di considerare "menzogna" qualsiasi interpretazione di un fatto che dispiaccia al governo. I militanti contro la pena di morte sono particolarmente presi di mira.

### Normative regolamentari
Singapore vanta un sistema giudiziario fra i più efficienti al mondo ed è caratterizzato da severi regolamenti soprattutto nell'ambito dell'educazione e della pulizia, in particolare nei luoghi pubblici e nelle strade.
A Singapore è infatti vietato masticare gomme, fumare, o bere alcolici nei luoghi pubblici e per la strada e il mancato rispetto di queste norme è punibile con multe che raggiungono i 200 S$.
Inoltre, soprattutto nelle strade e nelle piazze, è presente una costante vigilanza da parte della polizia e per la città è presente un efficiente sistema di telecamere di sorveglianza.
È in vigore la pena di morte per alcuni gravi reati come omicidio, rapimento, alto tradimento e traffico di droga. Nel 2017 si è tenuta un'esecuzione, la prima dal 2009.
Le punizioni corporali (fustigazione) sono in vigore per reati, se compiuti da maggiorenni maschi di età inferiore ai 50 anni e senza problemi di salute, diversi da quelli gravi (al posto della pena di morte e in aggiunta al carcere), come per esempio sequestro di persona, rapina, assassinio commesso durante una rapina, uso di droga, vandalismo e insurrezione. La fustigazione è anche una punizione obbligatoria in caso di stupro, traffico di droga, usura e, tra i reati minori, per il supporto a stranieri che permangono nel Paese oltre il limite del visto di 90 giorni e anche casi di vandalismo.

### Bandiera
La bandiera di Singapore consiste di due fasce orizzontali, rosso su bianco. Il rosso simboleggia la fratellanza universale e l'uguaglianza tra individui, il bianco la purezza e la virtù. Nell'angolo superiore sinistro si trovano una mezzaluna a falce con apertura rivolta a destra, con cinque stelle disposte in cerchio.

### Istituzioni

#### Ordinamento scolastico e università
Tra le più importanti università di Singapore ricordiamo l'Università nazionale di Singapore, fondata nel 1905.

#### Sistema sanitario
Singapore ha uno tra i migliori sistemi sanitari del mondo, sebbene con una spesa sanitaria relativamente bassa per i paesi sviluppati. L'aspettativa di vita in questo stato raggiunge 79 anni per gli uomini e 83 per le donne e la quasi totalità della popolazione ha accesso ad acqua potabile e ai servizi sanitari. Ogni anno ci sono meno di 10 morti ogni 100 000 persone a causa dell'AIDS e alti livelli di immunizzazione. L'obesità interessa meno del 10% della popolazione adulta.

#### Forze armate e pubblica sicurezza

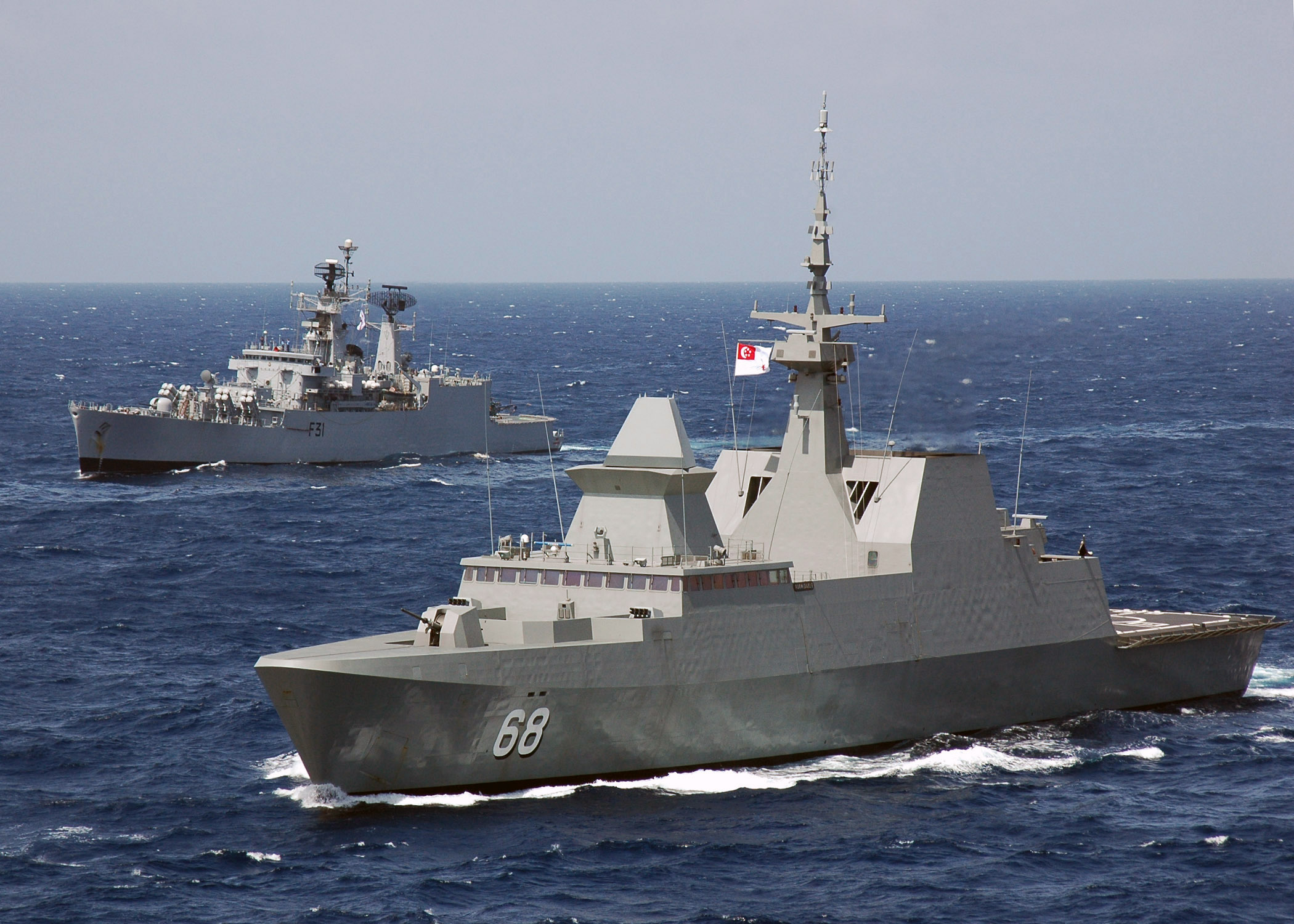
Fregata della classe Formidable in dotazione alla Marina Militare.

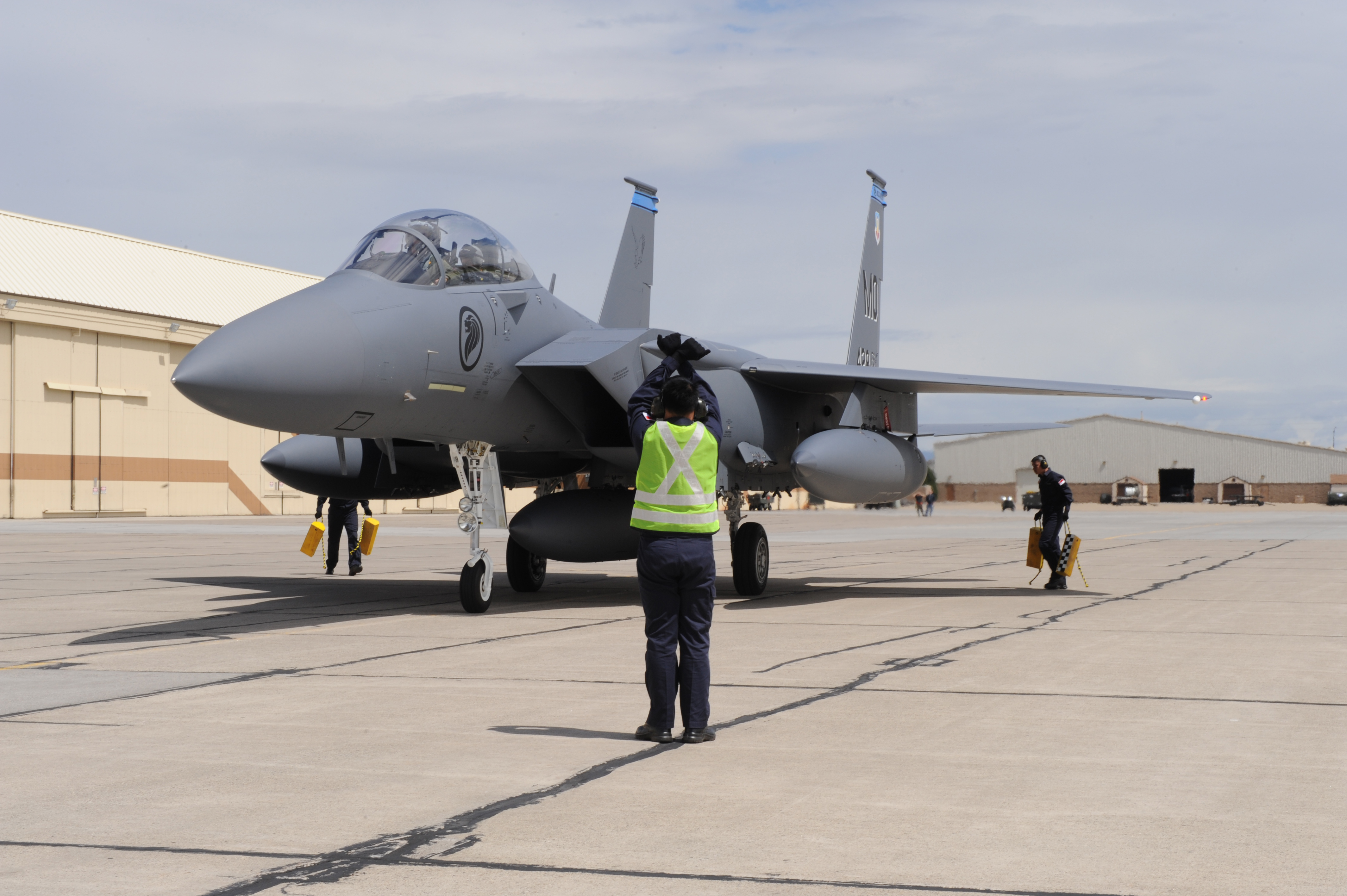
F-15SG in dotazione all'Aeronautica Militare.

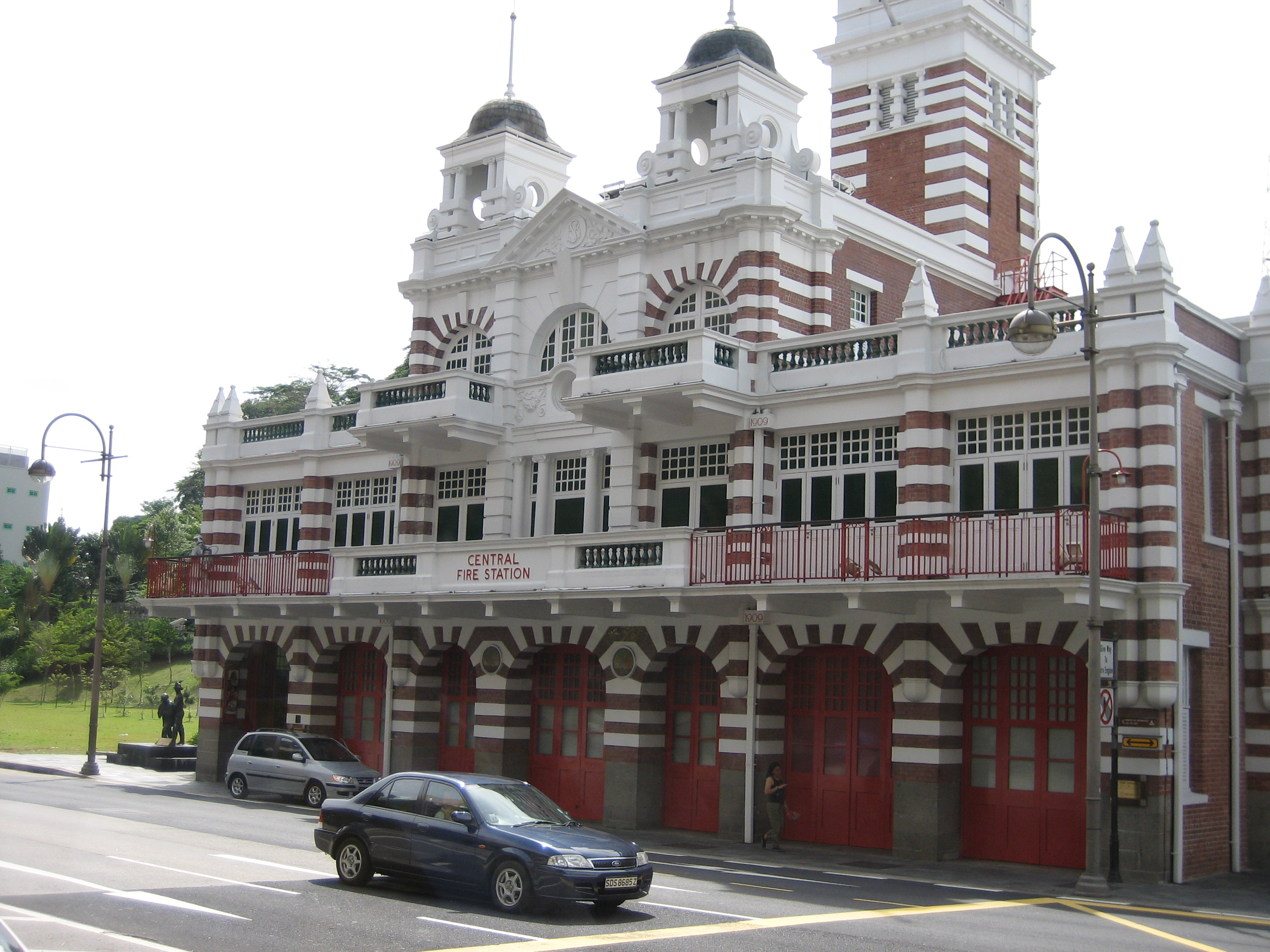
Stazione dei Vigili del Fuoco di Singapore

Nonostante le modeste dimensioni del Paese, Singapore ha uno dei più avanzati sistemi di difesa del sud-est asiatico.
Il Ministero della Difesa (MINDEF), attualmente retto da Teo Chee Hean, sovrintende all'Esercito di Singapore, alla Marina Militare e all'Aeronautica Militare, che insieme formano le Forze armate della Repubblica di Singapore (Singapore Armed Forces) coadiuvate da organizzazioni volontarie private in ruoli di supporto.
Attualmente il capo delle Forze armate è il generale Neo Kian Hong.
Tra i mezzi a disposizione, da segnalare le modernissime fregate della classe Formidable in dotazione alla Marina Militare e il cacciabombardiere biposto F-15SG versione specifica del McDonnell Douglas F-15E Strike Eagle e l'M-346 Master in dotazione all'Aeronautica Militare.

## Economia

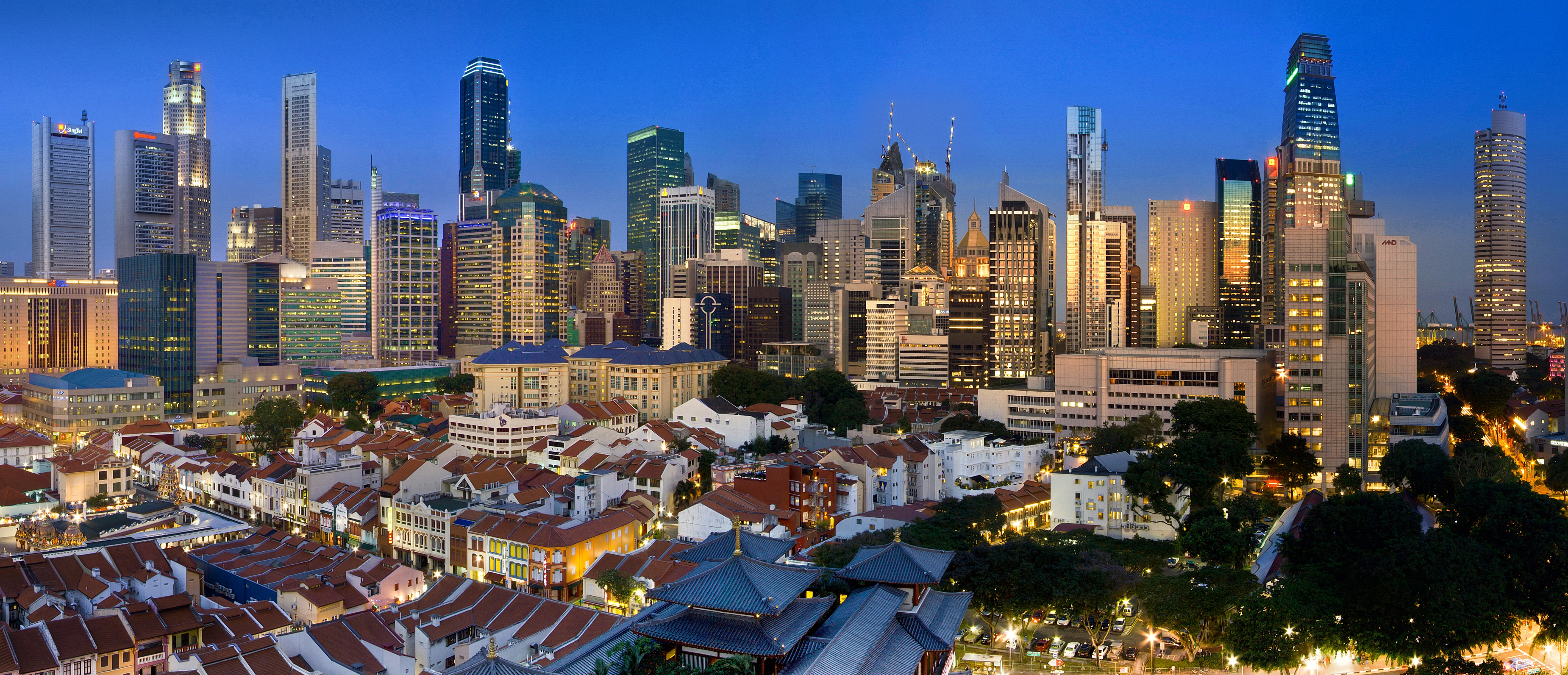
Il Singapore Central Business District (CBD).

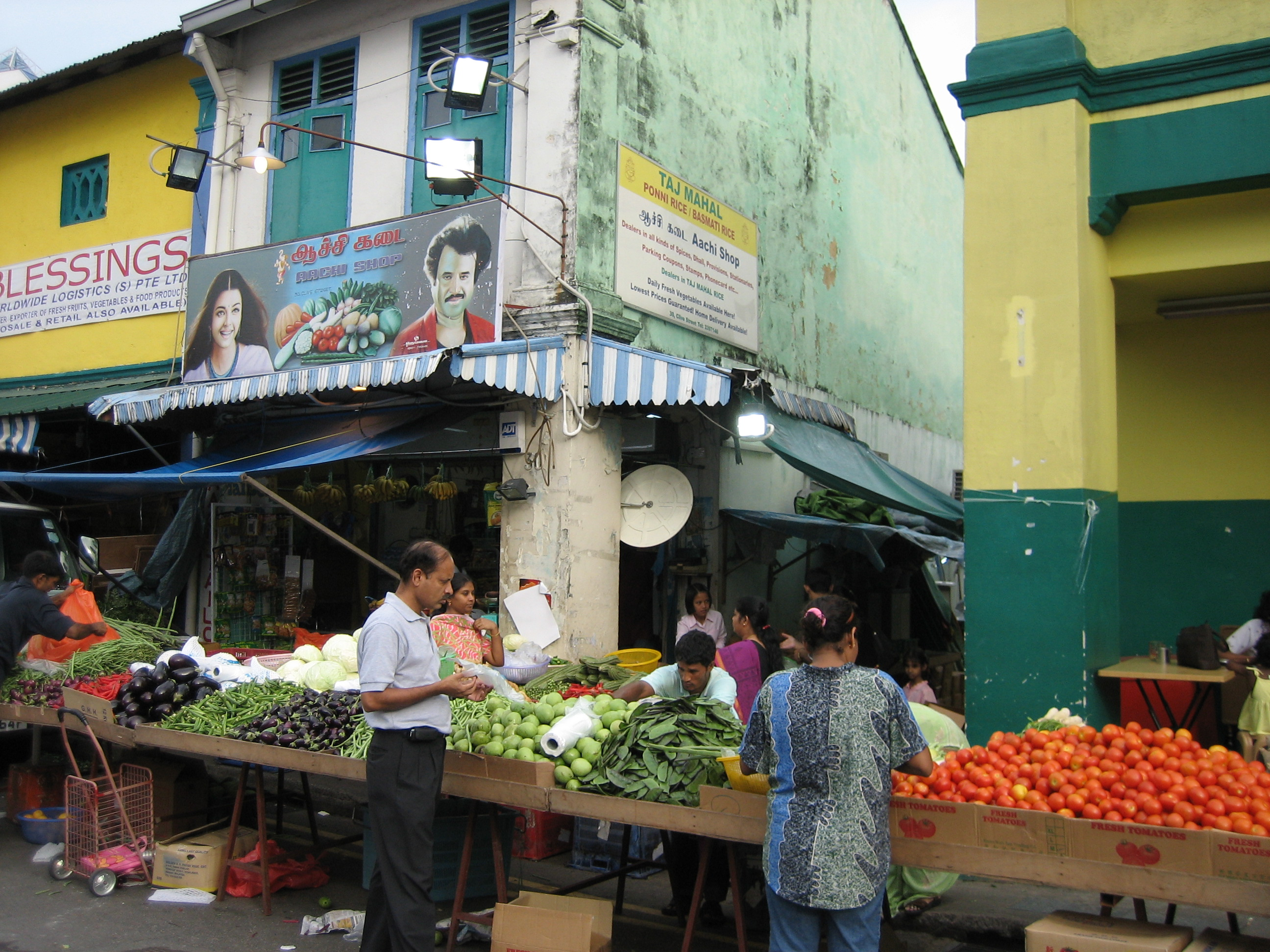
Mercato di frutta e verdura nel quartiere di Little India

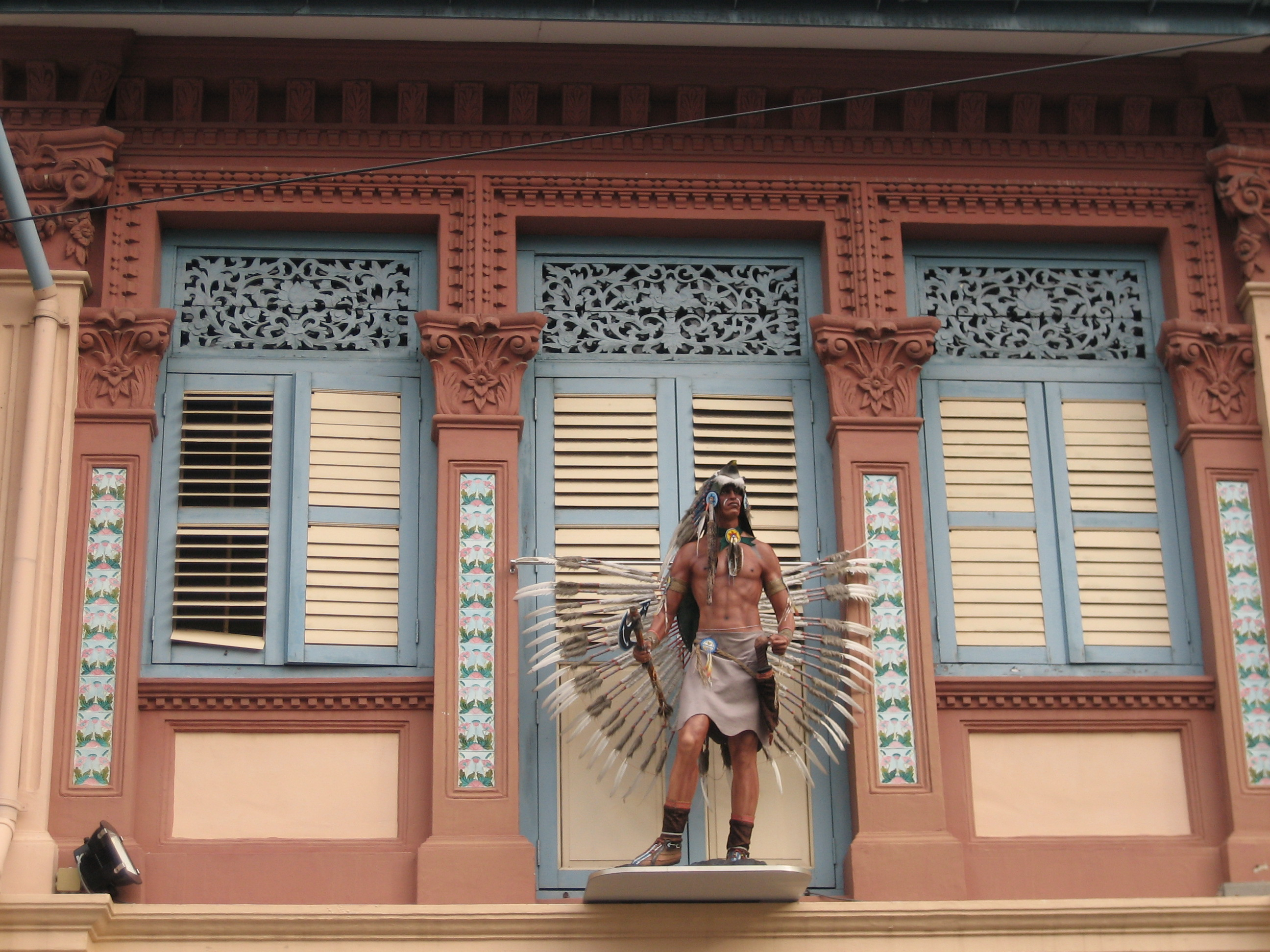
Il Mohican Pub a Little India

Singapore ha una sviluppata economia di mercato. Insieme a Hong Kong, Corea del Sud e Taiwan, sul finire degli anni 1990 del XX secolo veniva considerato una delle quattro tigri asiatiche. L'economia dipende fortemente dalle esportazioni, in particolare nel settore manifatturiero, che costituiva il 26% del PIL nel 2005 e comprende l'elettronica, la raffinazione del petrolio, la chimica, l'ingegneria meccanica e le scienze biomediche. Singapore possiede uno dei porti più trafficati del mondo e la quarta principale piazza per gli scambi commerciali, dopo Londra, New York e Tokyo. La Banca Mondiale ha classificato nel 2007 Singapore come il più importante hub del mondo per la logistica.
L'economia di Singapore è classificata fra le dieci più libere del mondo, e più
competitive. Singapore occupa anche centinaia di migliaia di operai stranieri tra cui indiani, indonesiani, cinesi o provenienti da altri continenti.
Come risultato della recessione dei primi anni 2000, con il crollo nel settore della tecnologia, il PIL del Paese si contrasse del 2,2% nel 2001. L'Economic Review Committee (ERC) venne istituito nel dicembre 2001, e raccomandò una nuova politica di innovazioni, al fine di rivitalizzare l'economia. La ripresa dell'economia di Singapore, trainata dalla crescita mondiale di quel periodo, portò a una crescita dell'8,3% nel 2004, del 6,4% nel 2005 e del 7,9% nel 2006.

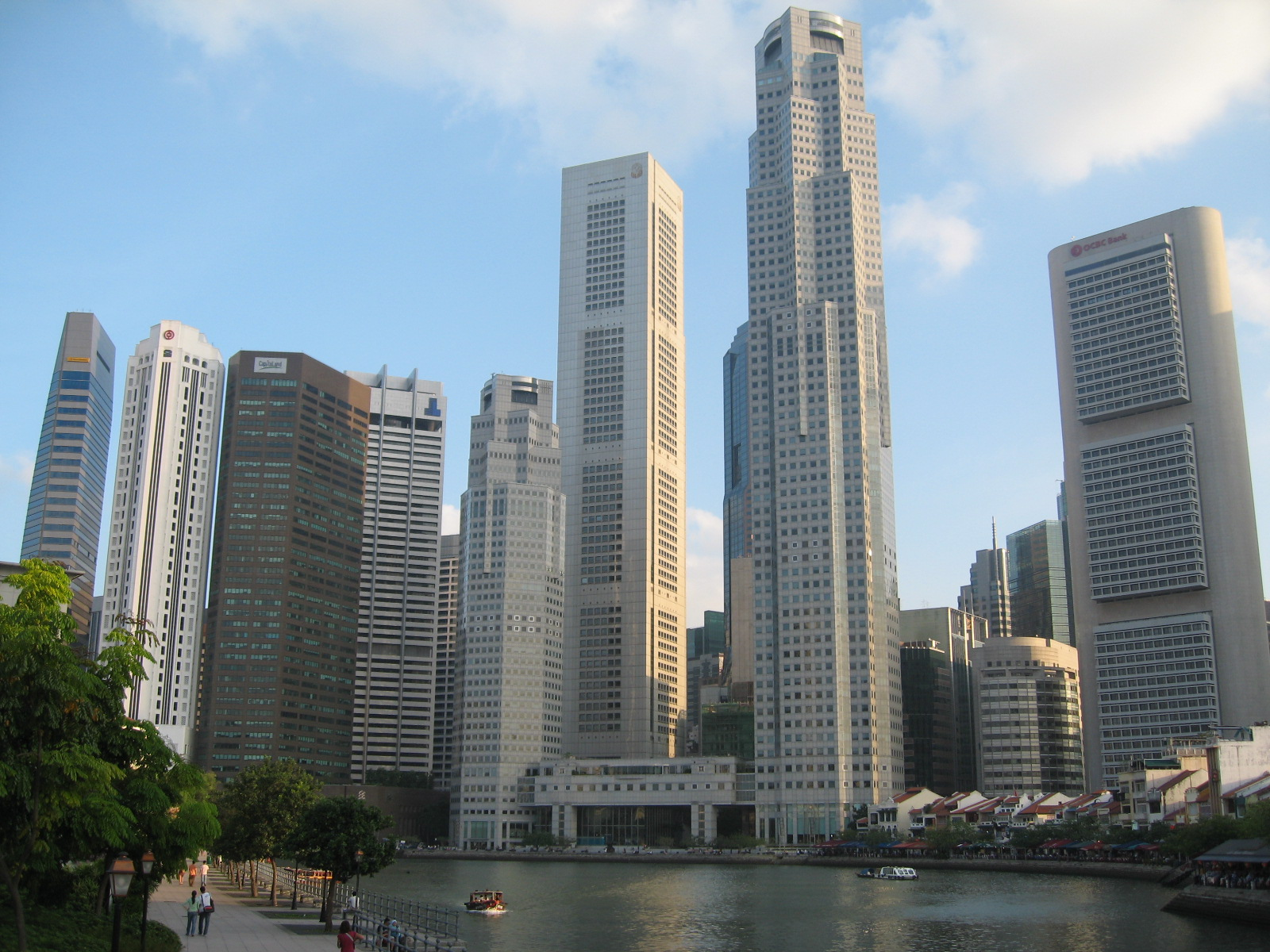
Centro finanziario sul fiume Singapore, si riconoscono i grattacieli più alti della città: UOB Plaza One, OUB Centre, Republic Plaza.

Nell'ambito della crisi economica del 2007-2009, legata ai mutui subprime e ai loro derivati, il Fondo Sovrano di Singapore ha stanziato fondi per più di 35 miliardi di dollari americani per il processo di ricapitalizzazione in seguito ai write down dei maggiori intermediari finanziari mondiali.
- Il "GIC-Singapore" ha investito:[70]
  - in "UBS" 14400,00 milioni di USD (dollari statunitensi), il 08/02/2008;
  - in "UBS AG" 9760,42 milioni di USD, il 10/12/2007;
  - in "Citigroup Inc." 6880,00 milioni di USD, il 15/01/2008.
- Il "Temasek", altro Fondo di Singapore, ha investito:
  - in "Merrill Lynch" 4400,00 milioni di USD, il 27/12/2007 e 3400,00 milioni di USD, il 27/07/2008.
- Il '"Temasek Holdings (Pte) Ltd" ha investito:
  - in "Standard Chartered PLC" 4000,00 milioni di USD, il 27/03/2006.

Altri investimenti del fondo non legati a intermediari finanziari:
- Il "Temasek Holdings" ha investito:[70]
  - in "Shin Corp Plc" 1900,00 milioni di USD, il 23/01/2006;
  - in "Stats Chippac Ltd" 1083,48 milioni di USD, il 18/05/2007.

Tutto ciò ricalca l'andamento che si è avuto, durante la crisi, riguardo ai Fondi Sovrani dei paesi emergenti o fortemente esportatori.
Nel 2016, il debito pro capite di Singapore è il terzo più alto al mondo.

### Lavoratori stranieri

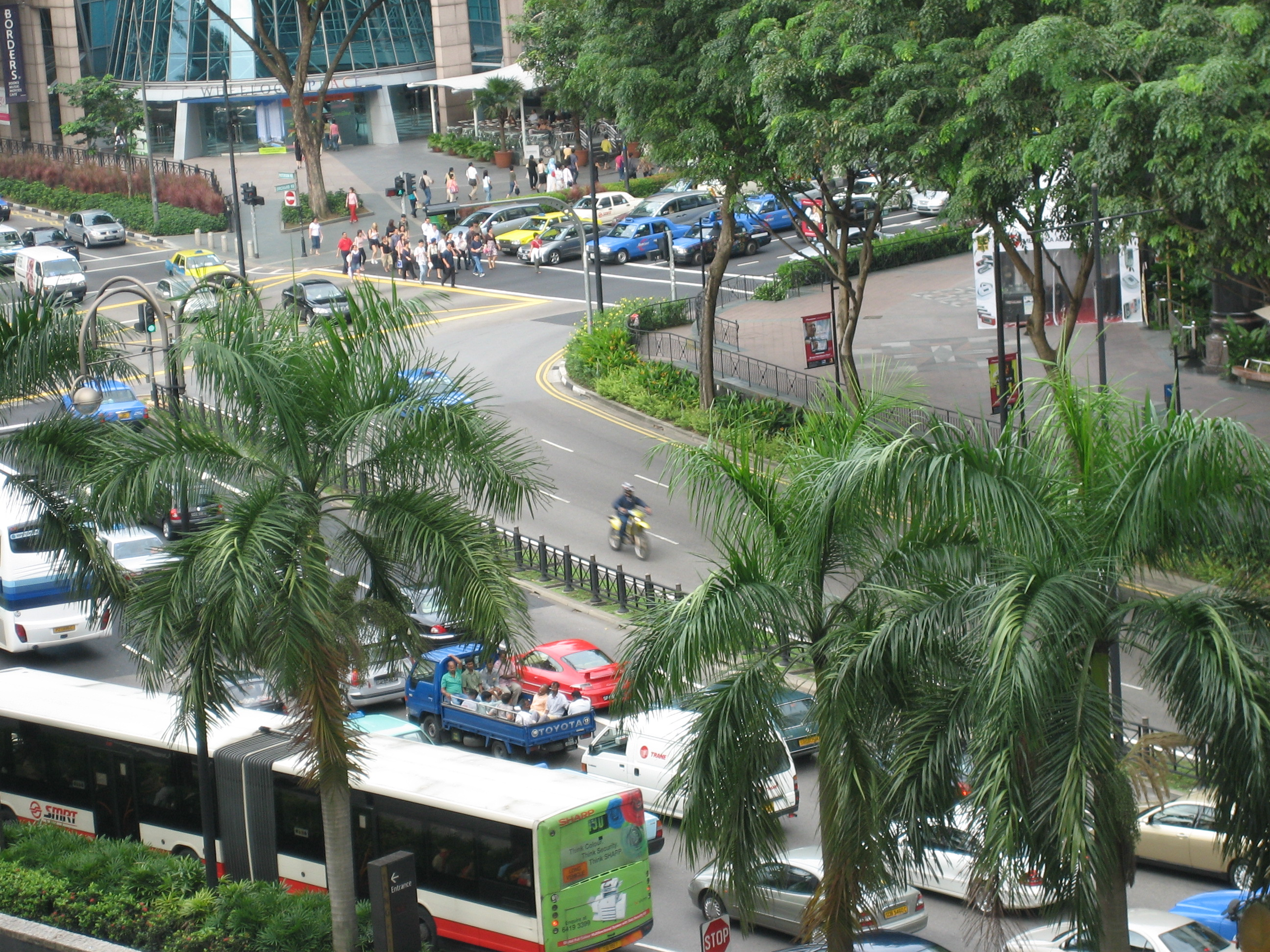
Il traffico cittadino a Orchard Road

L'economia di Singapore si basa in parte sul lavoro di centinaia di migliaia di lavoratori stranieri. Mentre il tenore di vita dei cittadini e dei residenti permanenti di Singapore, gli unici inclusi nelle statistiche, è tra i più alti al mondo, quello degli immigrati (40% della popolazione attiva) è tutt'altro che invidiabile. La maggior parte di loro, quelli non qualificati, vive in condizioni miserabili. Vivono in baracche dormitorio, a volte allineate a centinaia di metri l'una dall'altra e circondate da filo spinato. È vietato loro di portare con sé le famiglie o di sposare un singaporiano.
Impiegati principalmente nei settori dell'industria e della ristorazione, o come domestici nel caso delle donne, sono costretti a fare molti straordinari, di solito gratuitamente e senza giorni di riposo. In teoria, la legge prevede un giorno di riposo obbligatorio a settimana, ma consente al datore di lavoro di cancellare questo giorno se il lavoratore è d'accordo. Se si rifiutano, rischiano di perdere il lavoro e di essere espulsi. Inoltre, non hanno diritto a un salario minimo.

### Valuta
La valuta corrente è il dollaro di Singapore, rappresentato dal simbolo da "S$" o dalla sigla internazionale "SGD". La banca centrale è l'autorità monetaria del Paese, competente per l'emissione di banconote e monete. Singapore ha istituito il Consiglio dei Commissari di Cambio nel 1967, che da allora ha iniziato a emettere la valuta locale.
Il dollaro di Singapore è stato scambiato alla pari con il ringgit malese fino al 1973.
È mantenuta invece l'intercambiabilità con il dollaro del Brunei.
Il 27 giugno 2007, per commemorare i 40 anni di accordo valutario con il Brunei, è stata emessa una banconota commemorativa da S$ 20; il retro è identico alla banconota del Brunei emessa lo stesso giorno.

### Settore terziario

#### Turismo
Singapore è una popolare meta dei viaggi a livello internazionale, contribuendo alla fioritura di un'importante industria turistica. Gli arrivi complessivi ammontavano a 10,2 milioni nel 2007. Per attrarre più turisti il governo ha deciso di legalizzare il gioco d'azzardo e un gran numero di casinò si trovano nella zona di Marina Bay (più famoso tra altri il Marina Bay Sands, terzo casinò al mondo per estensione dopo il Grand Lisboa di Macao e il Casino de Montréal).
Il cibo è un altro elemento promosso per attrarre i turisti, con il Singapore Food Festival che si tiene ogni luglio per celebrare la cucina di Singapore.
Lo statunitense International Healthcare Research Centre ha classificato Singapore prima in Asia e quinta nel mondo nel suo indice del turismo medico. Ogni anno a Singapore arrivavano circa 200 000 stranieri per cercare assistenza medica e i locali istituti sanitari si prefissero di servire un milione di pazienti stranieri l'anno entro il 2012. Nel 2014 i pazienti stranieri versarono 994 milioni S$ per le cure ricevute a Singapore. Nel 2017 vennero in 550 000 dall'estero per farsi curare. Tra le cause del mancato raggiungimento della cifra prefissata vi furono i grandi progressi delle strutture sanitarie nelle vicine Malaysia e Thailandia, dove i costi per i pazienti sono sensibilmente minori.

#### Trasporti
Dal momento che Singapore è una piccola isola con un'alta densità di popolazione, il numero di auto private sulla strada è limitato, in modo da ridurre l'inquinamento e la congestione del traffico. Per acquistare un'automobile è necessario pagare una volta e mezzo il valore di mercato del veicolo e ottenere un certificato particolare che consenta alla vettura di circolare per un decennio. Il costo del solo certificato permetterebbe di acquistare una Porsche Boxster negli Stati Uniti. I prezzi delle automobili sono in genere notevolmente superiori a Singapore rispetto agli altri paesi anglofoni. Come nella maggior parte dei paesi del Commonwealth, i veicoli sulla strada hanno la guida a sinistra.
I residenti di Singapore usano viaggiare a piedi, in biciclette, in autobus, in taxi e in treno (MRT o LRT). A Singapore vi è un efficiente sistema di trasporto metropolitano, inaugurato nel 1987, costituito da 5 linee per una lunghezza complessiva di circa 170 km. Vi sono sei compagnie di taxi, che insieme gestiscono oltre 28.000 veicoli. I taxi sono una forma popolare di trasporto pubblico essendo le tariffe relativamente a buon mercato rispetto a molti altri paesi sviluppati.
Singapore possiede una rete stradale che copre 3.356 km, che comprendono 161 km di superstrade. Il Singapore Area Licensing Scheme, introdotto nel 1975, è stato il primo sistema, basato sulle tariffe, per la riduzione della congestione del traffico adottato al mondo. Aggiornato nel 1998 e rinominato Electronic Road Pricing, comprende un sistema elettronico di pagamento del pedaggio, una rilevazione automatica dei veicoli e un servizio di video sorveglianza.
Singapore è un importante snodo di trasporto internazionale in Asia, posizionata su molte rotte marittime e commerciali. Nel 2005, il porto di Singapore era il secondo più trafficato del mondo, in termini di trasporto di tonnellate, con 1,15 miliardi di tonnellate di stazza lorda e con un traffico container pari a 23,2 milioni di TEU. Esso è anche il secondo più trafficato, dietro il porto di Shanghai, in termini di carico di stazza con 423 milioni di tonnellate movimentate. Inoltre, è il più grande centro di rifornimento navale del mondo.
Singapore è anche un hub per l'aviazione del sudest asiatico e uno scalo per la rotta tra Sydney e Londra. Vi sono due aeroporti civili nel paese, e il Singapore Changi Airport ospita una rete formata da oltre 100 compagnie aeree che collegano Singapore a circa 300 città in circa 70 paesi e territori in tutto il mondo. La struttura è stata premiata come uno dei migliori aeroporti internazionali da parte di riviste di viaggi internazionali, tra cui la valutazione di migliore aeroporto del mondo ricevuta per la prima volta nel 2006 da Skytrax. La compagnia aerea nazionale è la Singapore Airlines.

## Ambiente

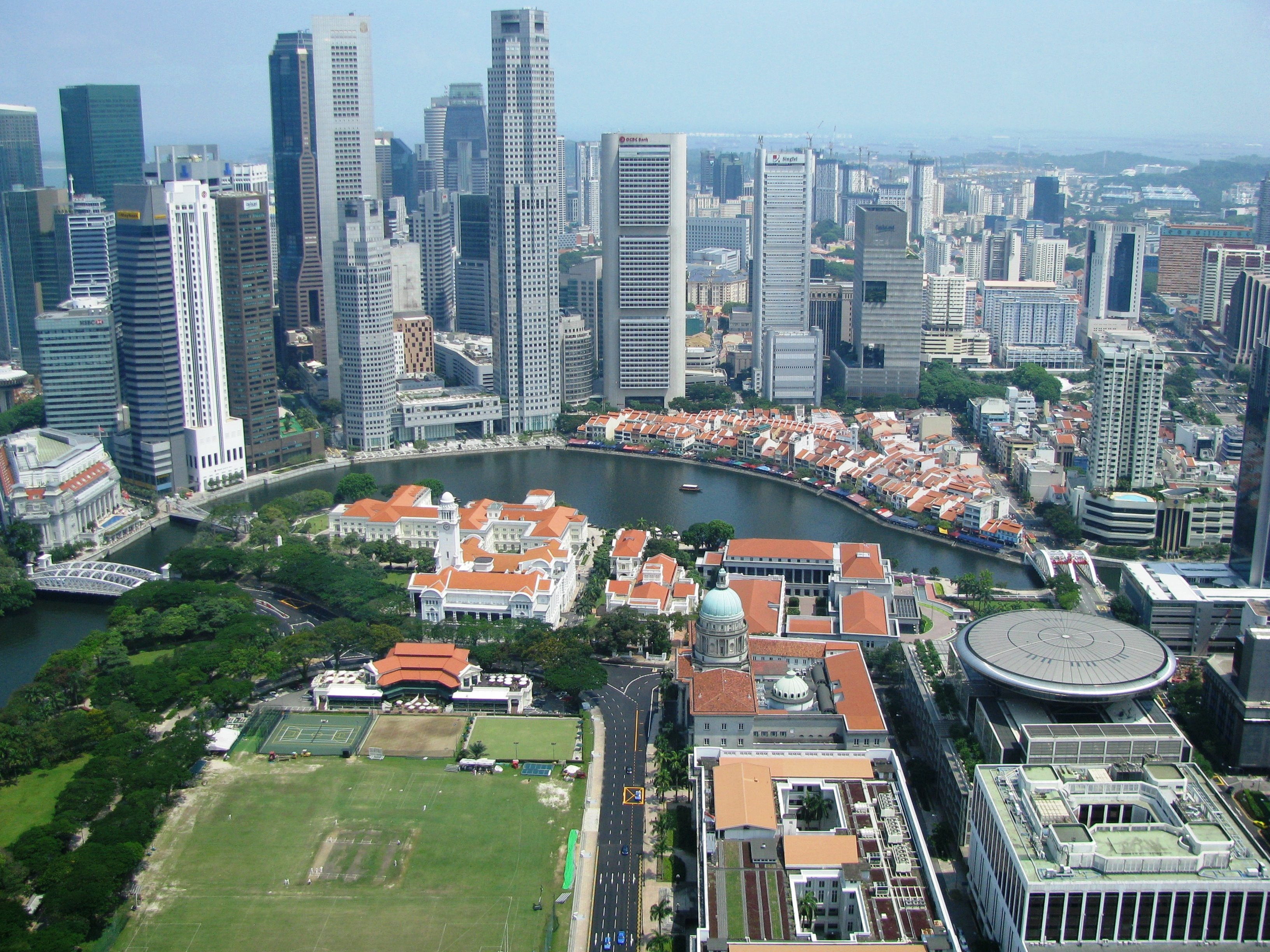
Veduta del centro cittadino con l'ampio Padang verde.

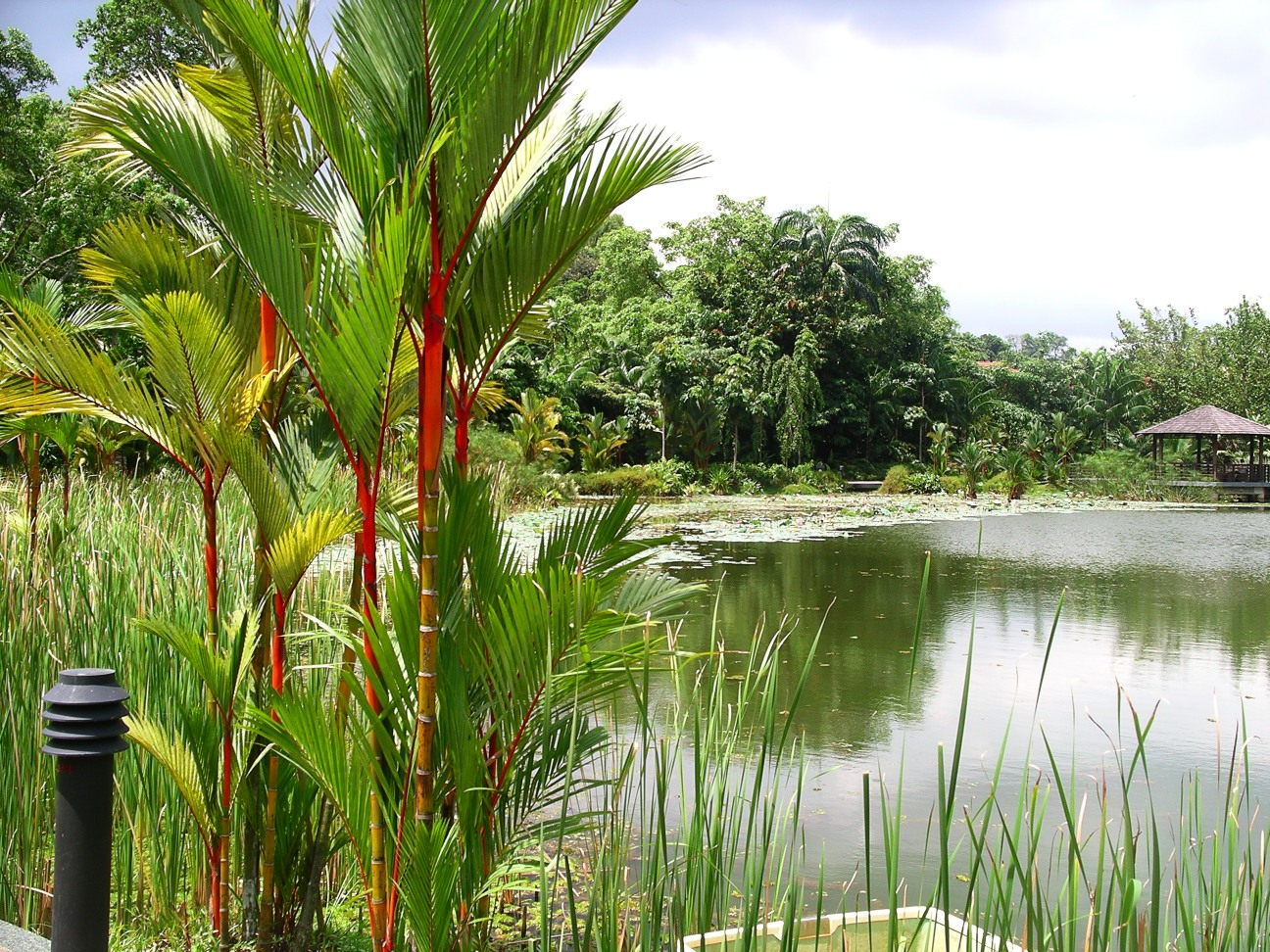
Veduta dei giardini botanici di Singapore.

Circa il 23% del territorio di Singapore è costituito da riserve forestali e naturali. L'urbanizzazione ha eliminato molte aree forestali, con l'unica eccezione dell'area di foresta pluviale primaria del Bukit Timah Nature Reserve.

### Opere di architettura del paesaggio
I Giardini botanici di Singapore sono il secondo giardino botanico al mondo premiato come patrimonio dell'UNESCO. Il National Orchid Garden, all'interno dei giardini botanici, raccoglie una collezione con più di 3000 specie di orchidee.
Inoltre, i Gardens by the Bay, creati nel 2012 sono diventati una delle più popolari attrazioni turistiche.

## Cultura

### Architettura

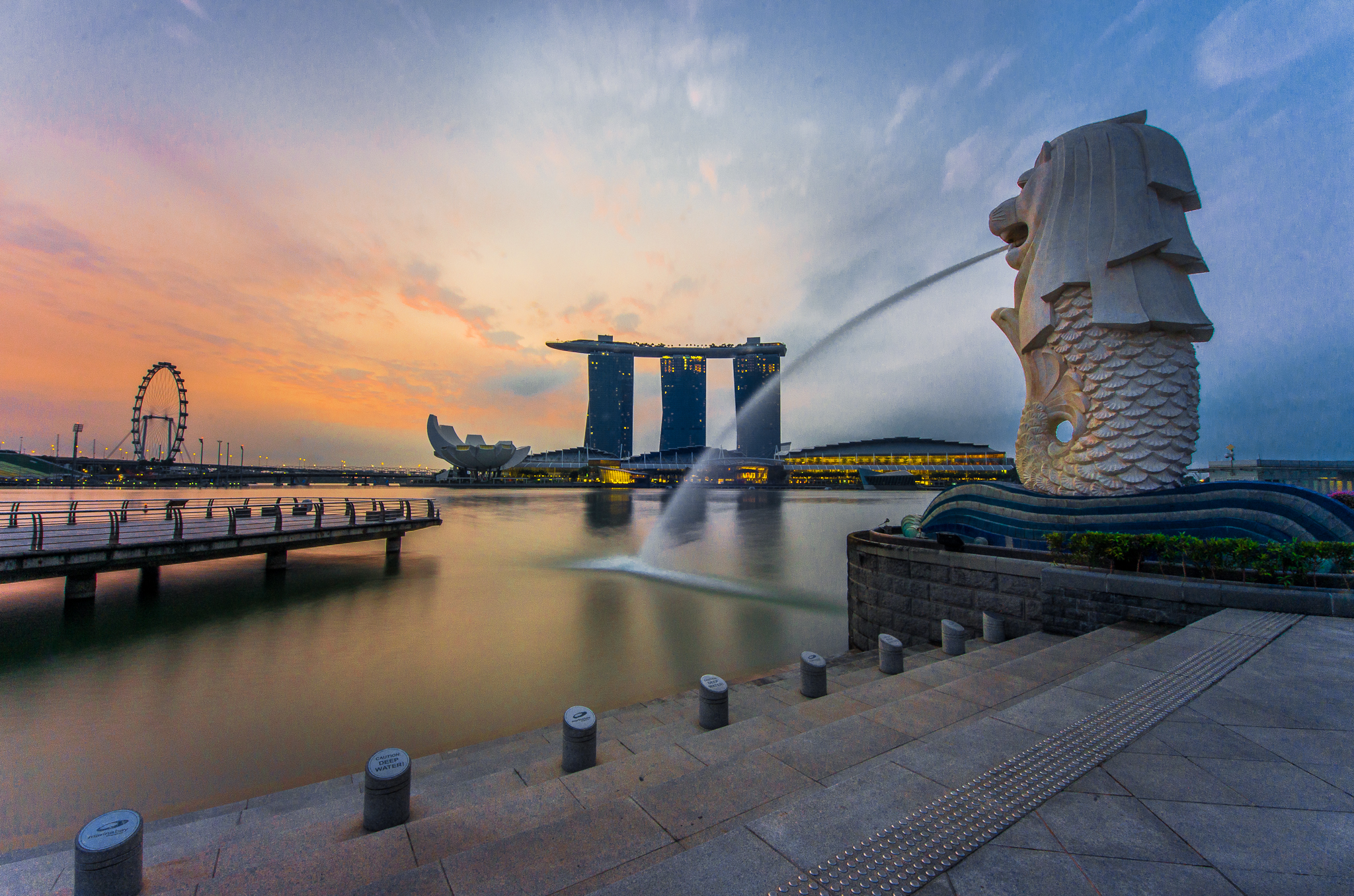
Il Merlion nel Merlion Park con vista sulla Marina Bay Sands, tre grattacieli sormontati dallo SkyPark.

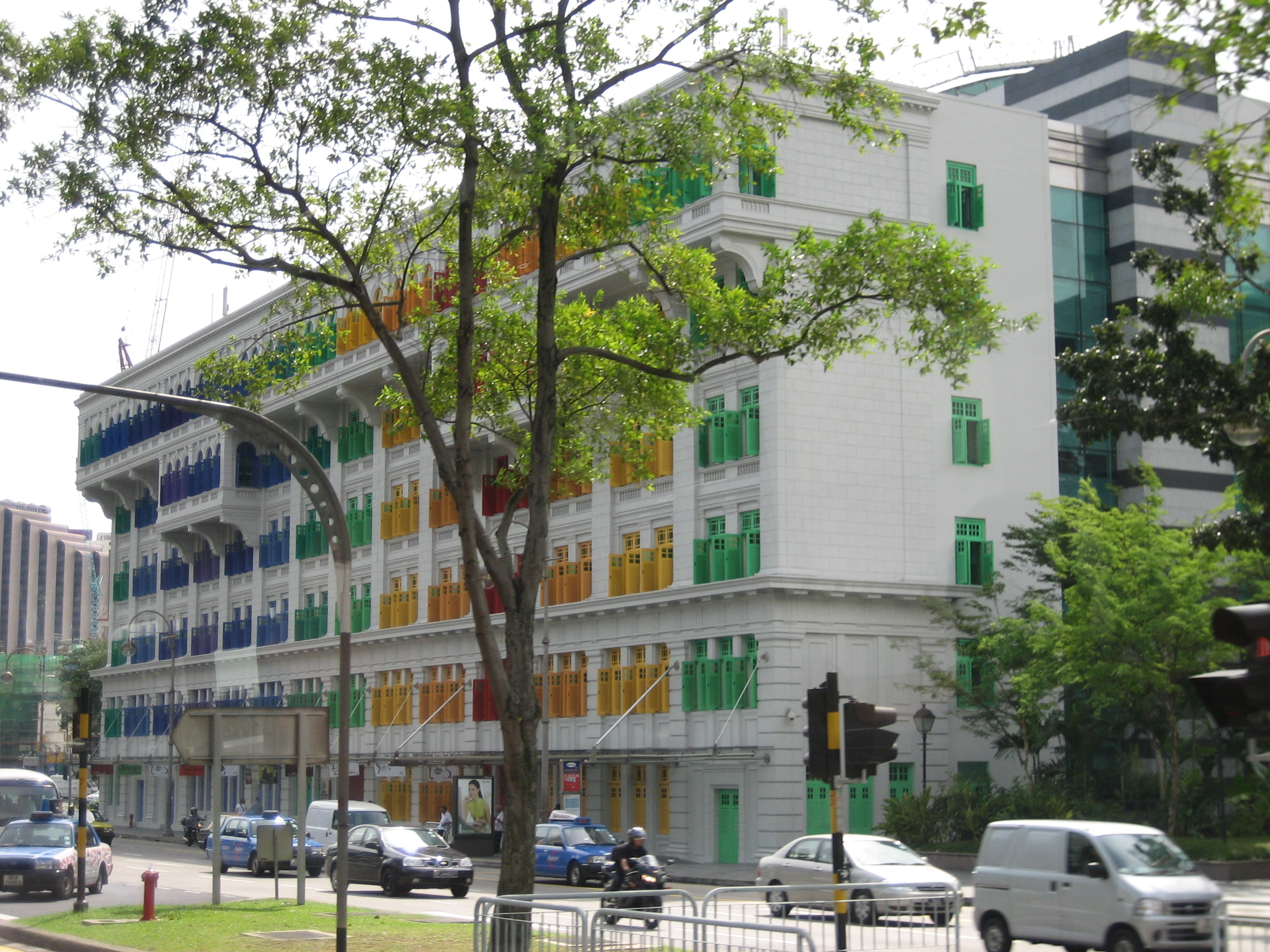
Architettura e colori di Hill Street a Singapore

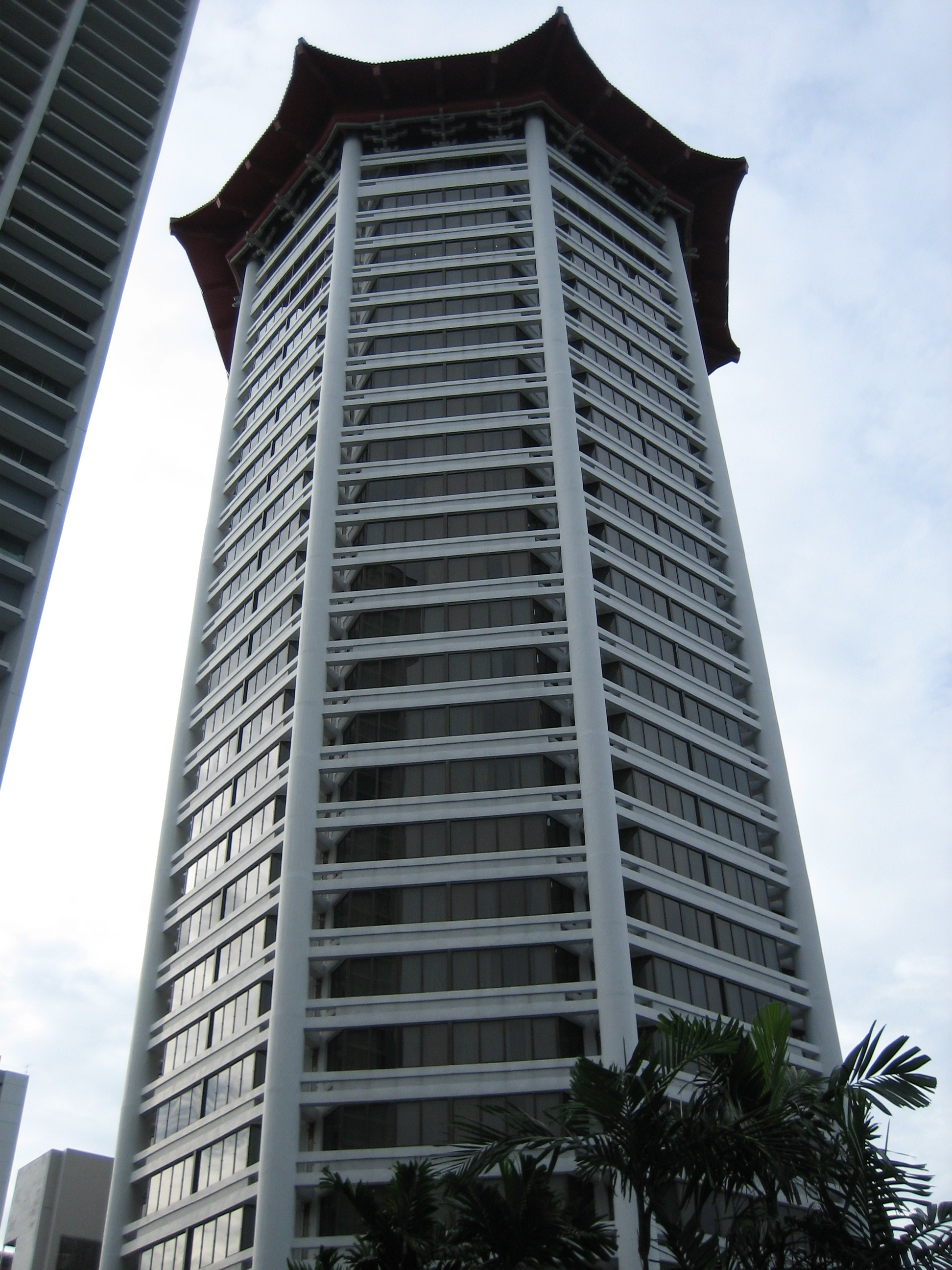
L'architettura dell'Hotel Marriott

La città-stato di Singapore ha oltre 4.300 grattacieli completati, la maggior parte dei quali si trovano nel cuore della città. In città, ci sono 64 grattacieli con una altezza superiore a 140 metri (459 ft). Tre edifici condividono il titolo di edificio più alto di Singapore: United Overseas Bank Plaza One, Republic Plaza e One Raffles Place (ex Overseas Union Bank Centre).
A Singapore c'è la seconda ruota panoramica più alta del mondo: la Singapore Flyer.
Simbolo di Singapore è dal 1966, data della sua costruzione, il Merlion, statua con testa di leone e corpo di pesce. La statua originale del Merlion si trova alla foce del fiume Singapore, vicino al centro finanziario, mentre una replica di 37 metri è situata sull'isola di Sentosa dal 1996.
Purtroppo data la scarsità di suolo edificabile per la costruzione di nuove case i prezzi per gli affitti sono cresciuti a livelli esageratamente alti, portando molte persone alla povertà o a diventare senzatetto.

### Patrimoni dell'umanità
I Giardini botanici di Singapore è stato il primo sito di Singapore a essere iscritto, nel 2015, nella Lista dei patrimoni dell'umanità dell'UNESCO.

### Letteratura
Nel XX secolo la produzione letteraria di Singapore si è affermata con gli scrittori Cyril Wong e Alfian bin Sa'at, che ha composto le sue opere sia in inglese che in malese e cinese.

### Musei
- Museo delle civiltà asiatiche
- Museo Peranakan
- Museo Nazionale di Singapore

### Musica
Le cantanti Masia One e Baby K sono nate in questa città stato. Tra i cantanti singaporiani spiccano Tanya Chua, e A-Do.

### Cinema

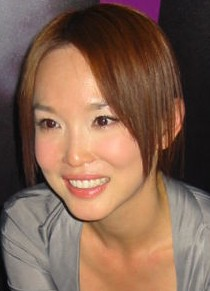
Fann Wong.

In campo cinematografico è da ricordare la figura di Fann Wong e di Aloysius Pang.

### Scienza e tecnologia

#### Attività spaziali
- 26 agosto 1998: viene lanciato ST-1, primo satellite di Singapore[96], (realizzato insieme a Taiwan).
- 29 agosto 2024: Nicolina Elrick è la prima singaporiana ad andare nello spazio

### Gastronomia
La cucina di Singapore risente spesso dell'influenza della cucina malese, cinese e indiana.

## Festività
9 agosto: Festa nazionale di Singapore: indipendenza dalla Malaysia, nel 1965.

## Sport

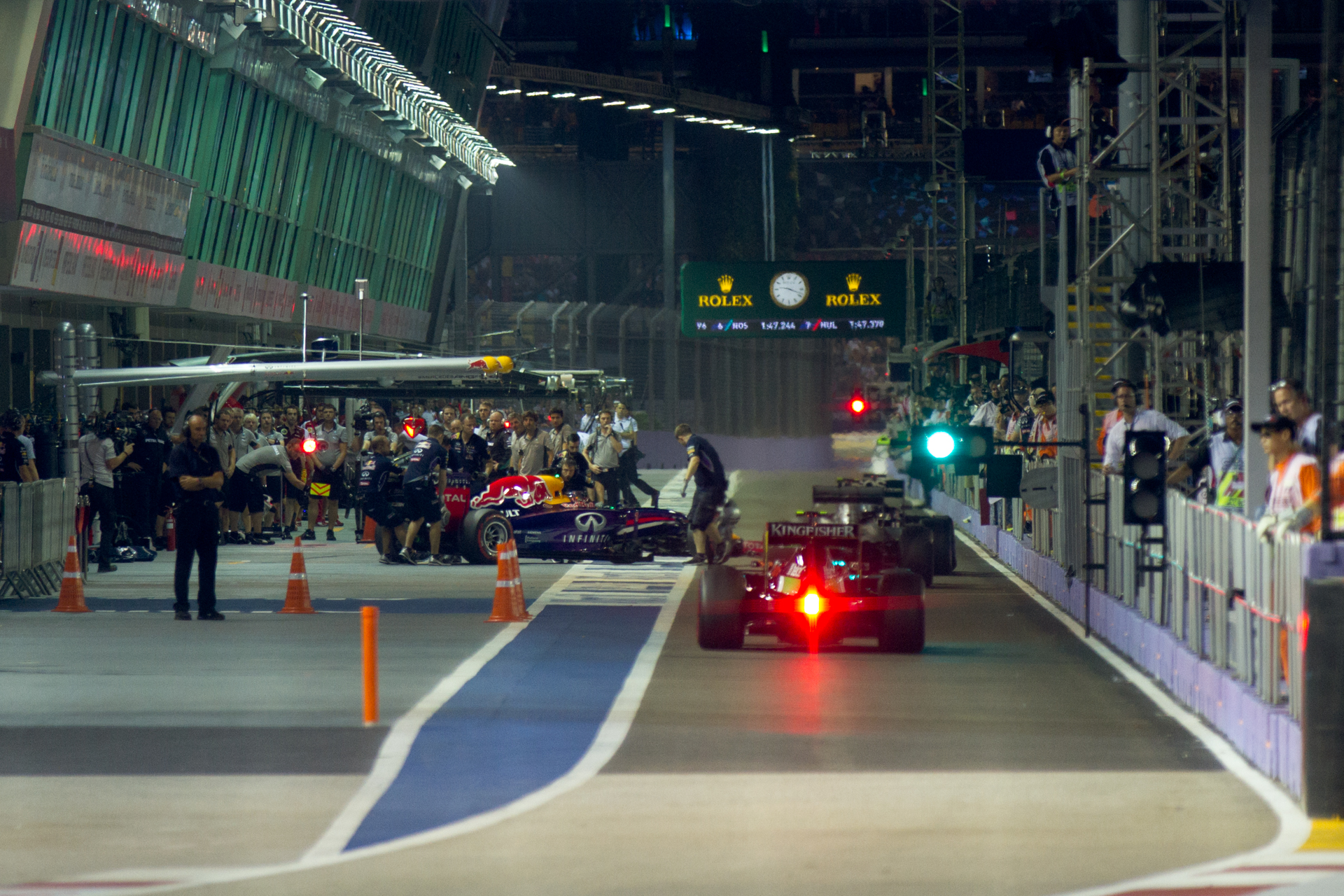
Gran Premio di Singapore di Formula 1 istituito nel 2008.

Gli sport nazionali sono il badminton e il tennistavolo. In misura minore il calcio. In crescita il rugby a 15, che partecipa regolarmente al Asia Rugby Championship e alle qualificazioni per la Coppa del mondo.
Il Singapore Indoor Stadium è stata sede dei WTA Finals dal 2014 al 2018, evento annuale al quale partecipano le migliori tenniste professioniste del circuito WTA.
Il 28 settembre 2008 si è corso il primo Gran Premio di Singapore di Formula 1, vinto da Fernando Alonso su Renault. È stato il primo GP di Formula 1 interamente in notturna.
Nel 2010, Singapore ha ospitato la prima edizione dei Giochi olimpici giovanili. La squadra femminile di Singapore ha vinto l'oro nella gara a squadre ai Mondiali del 2010, disputatisi a Mosca.
Singapore ha conquistato la sua prima medaglia olimpica ai giochi di Roma 1960 con Tan Howe Liang, argento nel sollevamento pesi, mentre per il primo oro ha dovuto attendere fino a Rio de Janeiro 2016 con la vittoria del nuotatore Joseph Schooling nei 100 metri farfalla.
La Nazionale di calcio di Singapore ha ottenuto importanti successi nel AFF Cup. Suo attuale capocannoniere con ben 55 reti è Fandi Ahmad.